# Edificio del Reichstag
El edificio del Reichstag (en alemán: Reichstagsgebäude, pronunciado /ˈʁaɪ̯çstaːksɡəˌbɔɪ̯də/ⓘ, abreviado en alemán: Reichstag, pronunciado /ˈʁaɪ̯çsˌtaːk/ⓘ) se encuentra en el barrio del Tiergarten, en el distrito Mitte de Berlín, capital de Alemania. Fue la sede del Reichstag en tiempos del II Imperio alemán (1871-1918) y más tarde del parlamento de la República de Weimar (1919-1933). Desde 1994 se reúne allí cada cinco años la Asamblea Federal (Bundesversammlung) para elegir al presidente de Alemania (Bundespräsident) y desde 1999 es el lugar de reunión del parlamento alemán (Bundestag).
El edificio, diseñado por Paul Wallot, terminó de construirse en 1894 siguiendo un estilo neorrenacentista. En 1933 fue víctima de un incendio provocado cuya autoría no llegó a esclarecerse del todo. Al final de la Segunda Guerra Mundial, durante la batalla de Berlín, fue escenario de cruentos combates y resultó seriamente dañado. En la década de 1960 se realizaron las reformas más urgentes. El aspecto que tiene en la actualidad lo adquirió durante unas obras en los años 1990, responsabilidad del arquitecto británico Norman Foster.

## Historia

### Antecedentes

#### Instalaciones provisionales

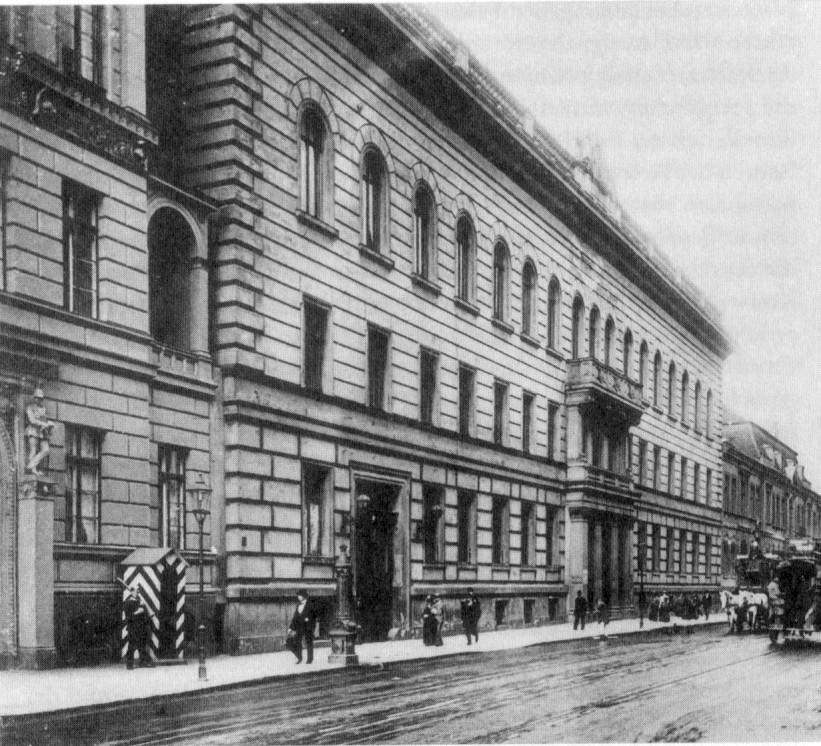
Parlamento provisional en Leipziger Straße 4.

El primer punto de reunión de un Reichstag (parlamento) en Berlín fue el Preußisches Herrenhaus ("Cámara Alta de Prusia"), situado en el número 3 de la Leipziger Straße. Allí se reunía desde 1867 el Reichstag de la Federación Alemana del Norte, dominada por Prusia. Tras la fundación del Imperio alemán en 1871 se unieron a dicha asamblea los representantes de los estados del sur de Alemania, lo que hizo necesario un lugar de reunión más amplio. Se solucionó trasladar a los diputados al 75 de la misma calle, un edificio llamado Preußisches Abgeordnetenhaus ("Casa de los Diputados de Prusia"). Así todo, pronto quedó patente que dicho lugar tampoco era suficientemente grande. El Reichstag aprobó el 19 de abril de 1871 una moción en la que se decía textualmente:

La construcción de un parlamento a la altura de las funciones del Reichstag y digno de representar al pueblo alemán es una necesidad urgente.

Otra moción, redactada con un estilo profundamente nacionalista inspirado por la victoria obtenida poco antes contra Francia, así como por el evento histórico que supuso la fundación del Imperio, no obtuvo mayoría suficiente.
Se formó una comisión que sería responsable de los preparativos para la edificación de ese parlamento "digno". Se trataba de concretar el lugar de la obra, desarrollar un plan de trabajo, convocar un concurso para elegir al arquitecto y proveer una transición adecuada. Rápidamente se eligió un edificio sustitutivo. En solo setenta días se acondicionó el 4 de Leipziger Straße, por aquel entonces sede de una manufactura de porcelana, para que fuera apto para poder acoger a los parlamentarios. Se calculaba que el traslado al nuevo Reichstag duraría entre cinco y seis años. En realidad duró veintitrés.

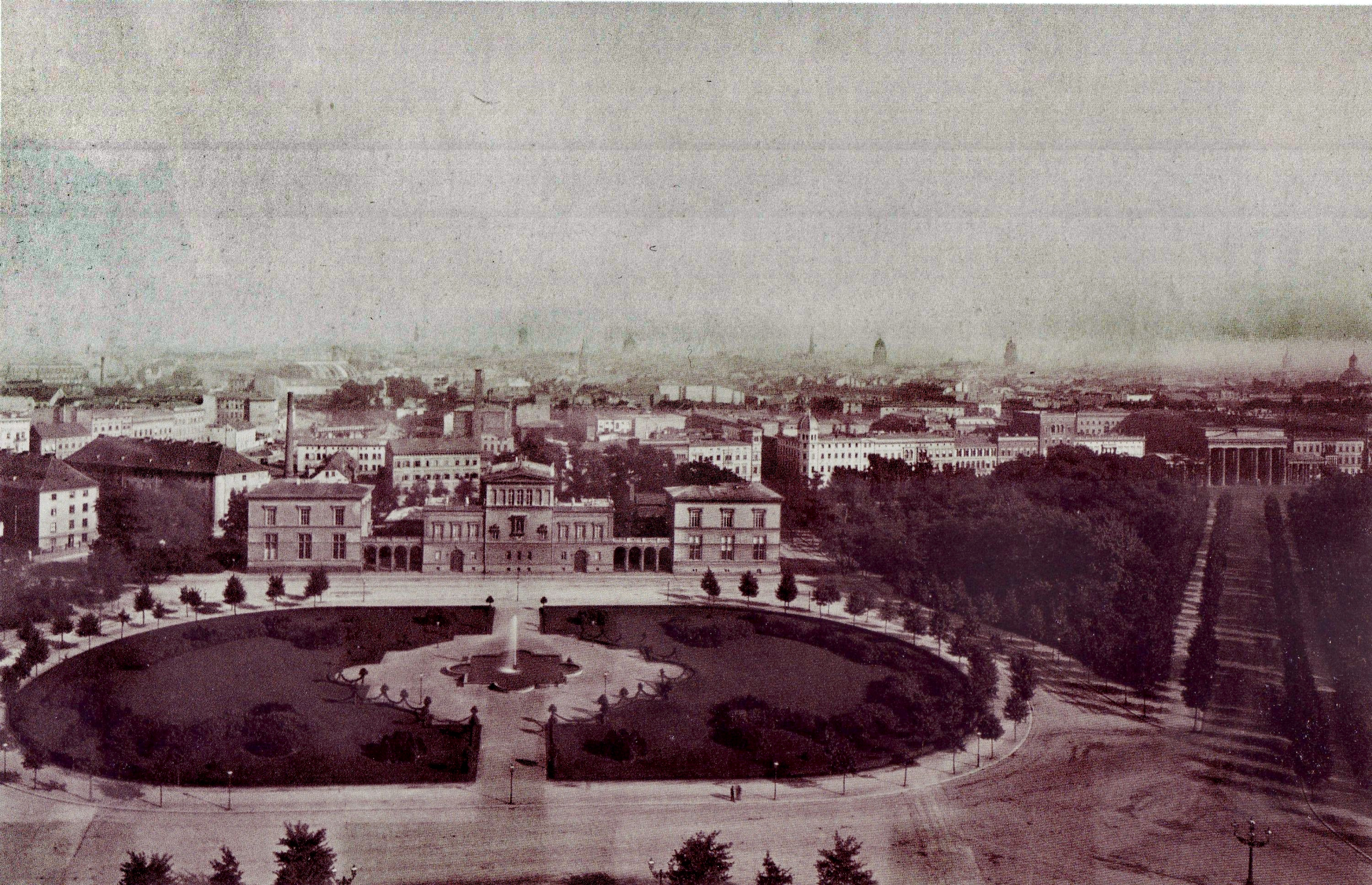
La Königsplatz de Berlín y el Palacio Raczyński hacia 1880. Vista desde la Columna de la victoria (que posteriormente sería reubicada por los nazis en 1939). A la derecha, la Puerta de Brandeburgo.

#### El solar
Los problemas comenzaron con la elección del emplazamiento idóneo para construir el edificio. Tras una breve búsqueda la comisión se decantó por hacerlo en la parte oriental de la Königsplatz (hoy llamada Plaza de la República). Por desgracia para ellos, allí se encontraba el palacio del conde Atanazy Raczyński, diplomático y coleccionista de arte. Los miembros de la comisión, convencidos de contar con el apoyo del káiser y con ello en última instancia el del conde convocaron un concurso internacional para edificar en el terreno.
Un arquitecto de Gotha llamado Ludwig Bohnstedt ganó en junio de 1872 el concurso, en el que participaron más de cien arquitectos. Su propuesta obtuvo amplio respaldo popular, pero no pudo llegar a materializarse. El conde Raczyński se negó rotundamente a ceder sus tierras y el Káiser Guillermo I no se mostró partidario de expropiarlas, a pesar de que sí le gustaban como ubicación para el Reichstag.

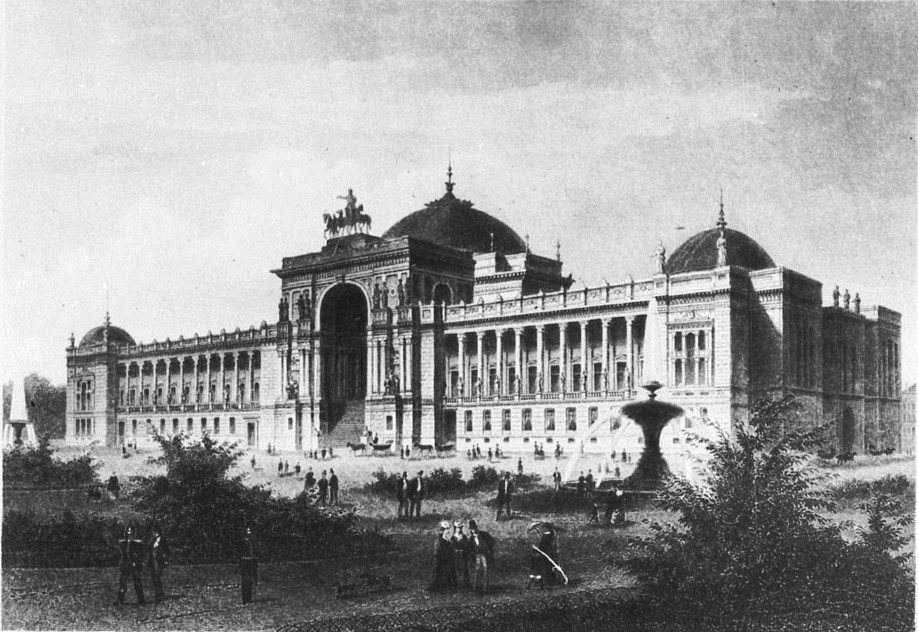
El boceto de Bohnstedt que ganó el concurso en 1872.

Poco a poco, la comisión se fue informando de emplazamientos alternativos al oeste de la Königsplatz. Allí se encontraba el Teatro de la Ópera de Kroll (Krolloper), que habría de ser demolida para poder construir el Reichstag. Ante la ausencia de soluciones mejores, el terreno de la Krolloper fue propuesto en numerosas ocasiones, pero rechazado todas ellas. Algunos diputados no podían imaginarse trabajar en el sitio que ocupaba ese "establecimiento" y a otros el camino que lo separaba de su hotel les parecía demasiado largo, sobre todo con mal tiempo. El emperador fue perdiendo la paciencia; en una carta dirigida al canciller Otto von Bismarck se manifestó en favor de decidirse por el terreno de la ópera, alegando que "realmente el único impedimento es que algunos diputados con salud débil se acatarren".
Finalmente, en 1874, se presentó la solución con la muerte del conde Raczyński. Todavía habrían de pasar años de arduas negociaciones hasta que el hijo de este aceptara la expropiación a cambio de una cuantiosa indemnización.

### 1881-1884: Planificación

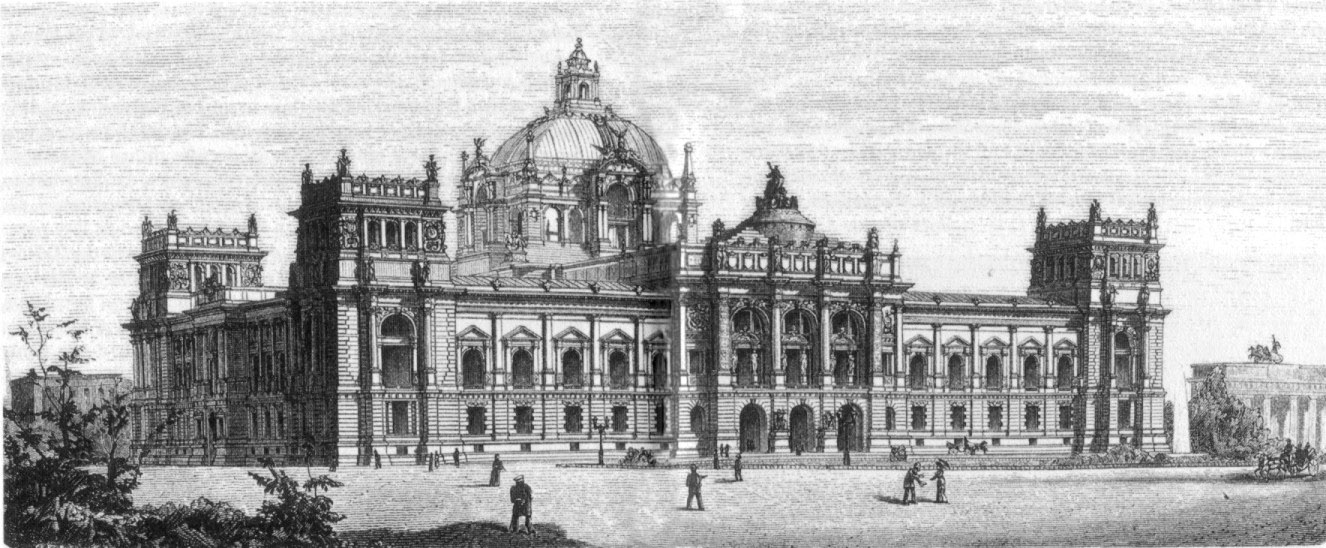
Diseño de Wallot (1882).

En diciembre de 1881 el Reichstag tomó la decisión de adquirir las tierras. Tuvo lugar un encendido debate público sobre si se debía asignar la obra directamente a Ludwig Bohnstedt sin repetir el concurso y darle la oportunidad de que modificara y materializara su proyecto de 1872.
En febrero de 1882 se convocó un nuevo concurso en el que solo se permitió participar a arquitectos cuya lengua materna fuese el alemán —condición impuesta por la Asociación de Ingenieros y Arquitectos de Alemania—. Bohnstedt volvió a presentarse, infructuosamente. De entre las 189 candidaturas anónimas recibidas se eligieron los diseños de Paul Wallot, de Fráncfort, y Friedrich von Thiersch, de Múnich, que obtuvieron el primer premio ex aequo. No obstante, el de Wallot había recibido 19 de los 21 votos, por lo que fue él el elegido.

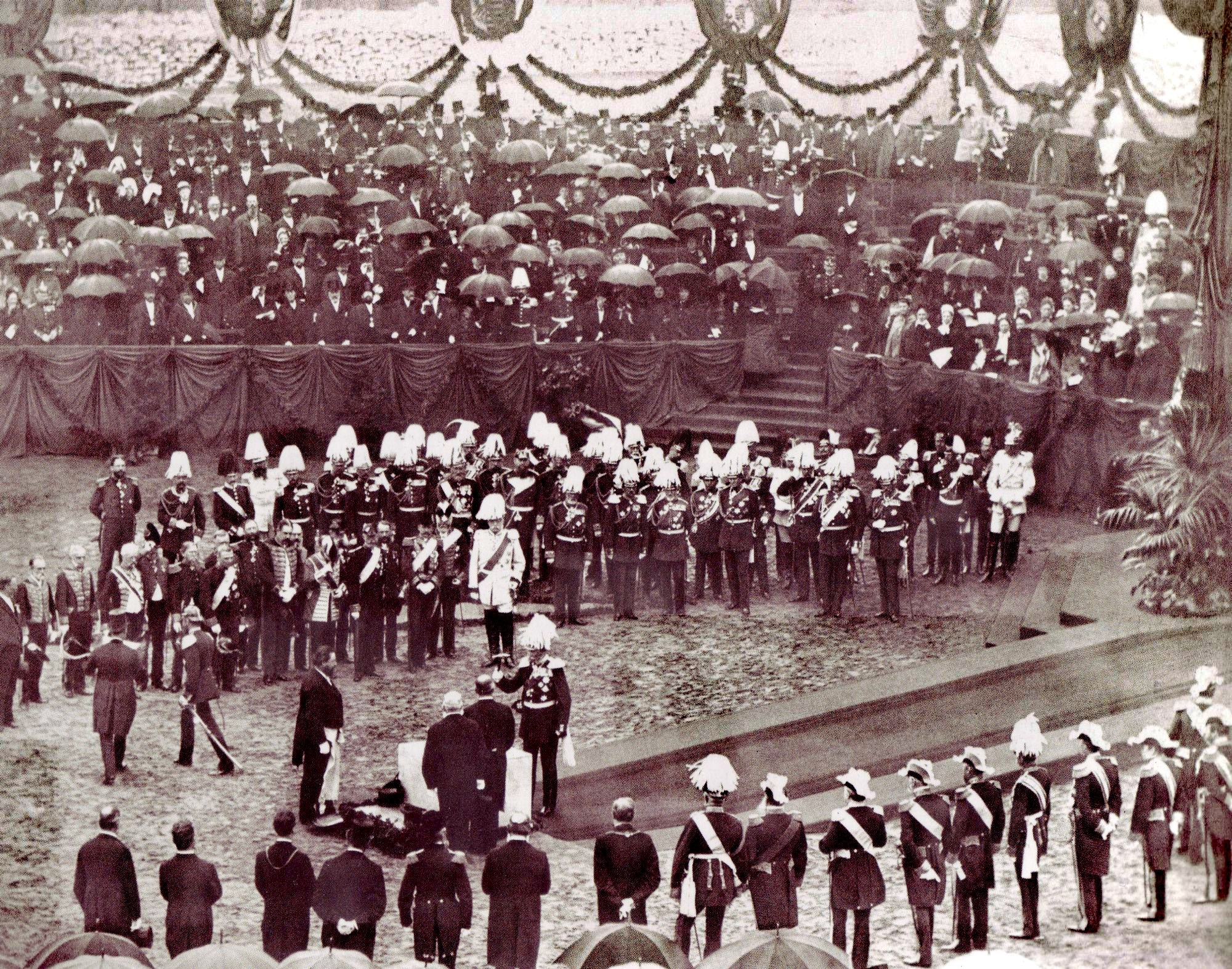
El Káiser Guillermo I durante la colocación de la primera piedra.

Para los arquitectos comenzaba un trabajo lento y fatigoso plagado de desencuentros constantes con distintas instancias implicadas. Una resolución de 1880 dictaminaba que, en caso de construirse un nuevo edificio parlamentario, la Academia de Ingeniería Civil debía intervenir obligatoriamente en el proceso en calidad de asesora. Desafortunadamente, muchos de los miembros de la Academia habían presentado sus propias candidaturas al concurso y aunque no se les pudo probar ninguna conducta incorrecta sus pedantes críticas al trabajo de Wallot arrojaron serias dudas sobre su objetividad.
El departamento de construcción del Ministerio de Obras Públicas prusiano, como segunda instancia encargada del peritaje, también exigió a Wallot introducir multitud de cambios. Este se mostró siempre paciente en público y sólo manifestó su malestar en su correspondencia privada. En el transcurso de unos pocos meses se le pidió una y otra vez entregar nuevos esbozos de la distribución de los interiores y de la decoración de la fachada. Al final, un observador independiente apenas hubiera podido reconocer el diseño que ganó el concurso.
El 9 de junio de 1884 se pudo poner por fin la primera piedra, en una ceremonia con más militares que políticos y deslucida por la lluvia. Tres Hohenzollern fueron los protagonistas: el Káiser Guillermo I, su hijo y su nieto (futuros Federico III y Guillermo II). Cuando Guillermo I asestó el martillazo simbólico que daría comienzo a la obra, la herramienta estalló en pedazos.

### 1884-1918: Construcción y acondicionamiento

#### Exterior

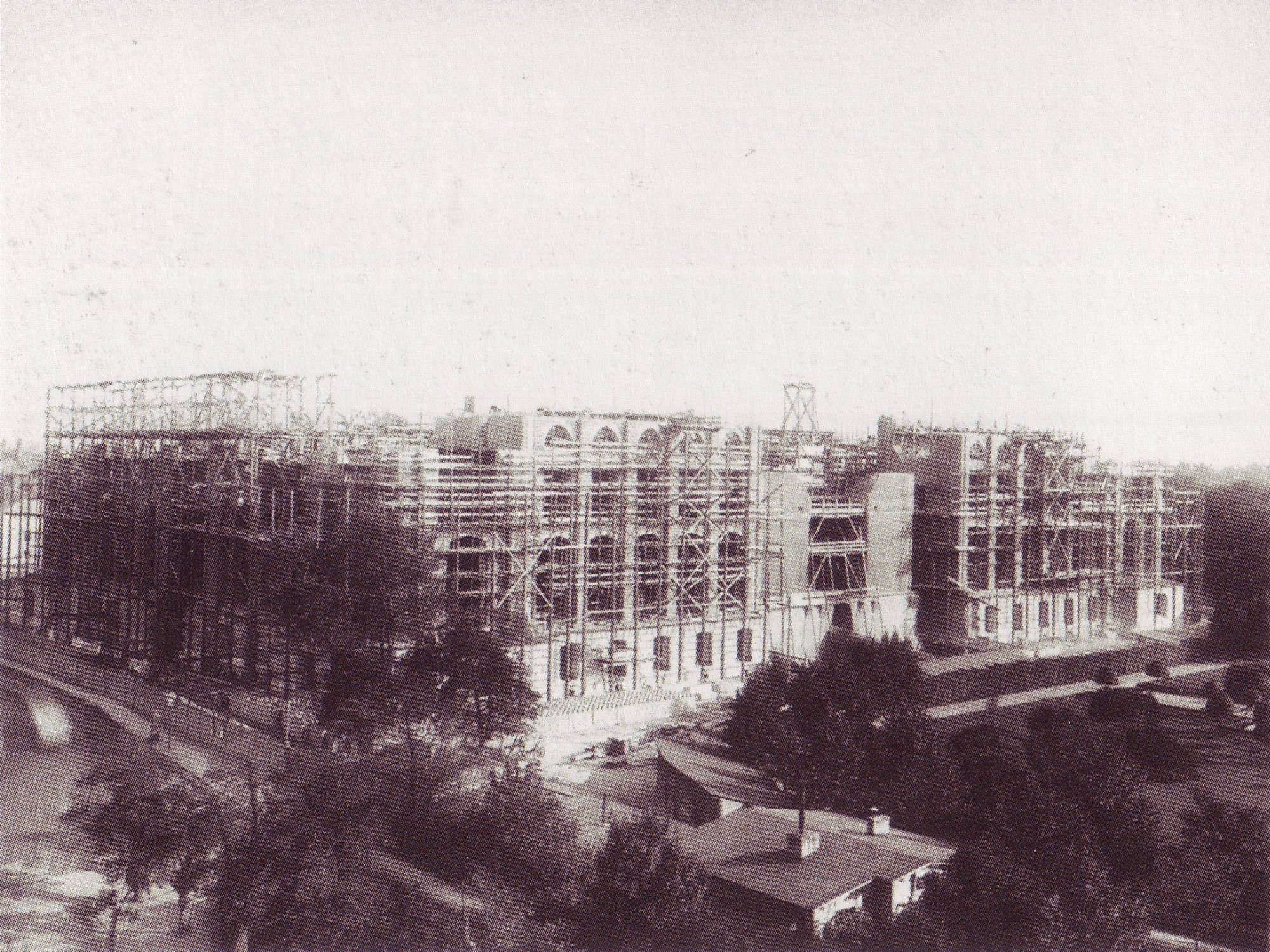
El Reichstag en fase de construcción (1888).

Durante el proceso de construcción la cúpula fue especialmente problemática. Presiones varias obligaron a Wallot a mover esta desde su posición central sobre la sala de plenos hacia el vestíbulo de entrada, cerca de la fachada occidental. Se empezó a construir con la cúpula en esta nueva ubicación. Según avanzaban las obras, el arquitecto estaba cada vez más convencido de que esta modificación forzosa habría de ser deshecha en el futuro. Tras arduas negociaciones se acabó respaldando la posición de Wallot, pero para entonces ya se habían levantado las paredes de la sala de plenos y estas eran ahora demasiado débiles para sostener la cúpula. En 1889 el ingeniero Hermann Zimmermann encontró una solución. Redujo la altura de la cúpula de 85 m a apenas 75 m y propuso sustituir la piedra por una ambiciosa estructura de acero y cristal, relativamente ligera. Esta nueva cúpula, a través de la cual la luz del sol iluminaba la sala de plenos, fue un digno colofón para la nueva sede del parlamento y se convirtió en el orgullo de la ingeniería germana. 

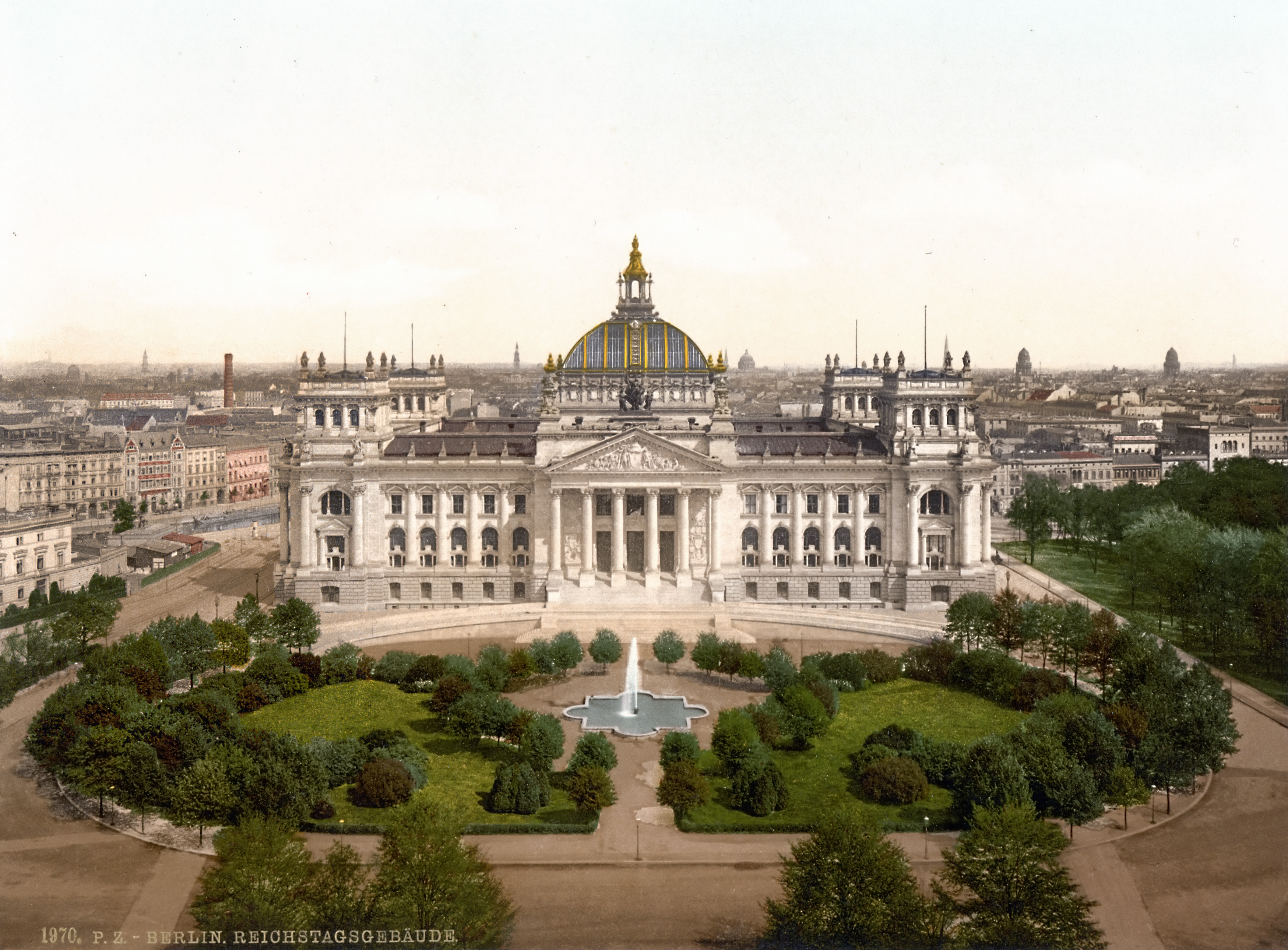
El aspecto que presentaba el Reichstag hasta aproximadamente 1900 (visto desde la Columna de la victoria).

Guillermo II, káiser desde 1888, se mostró satisfecho con el resultado de las obras cuando vio el edificio. Había apoyado a Wallot en el asunto de la ubicación de la cúpula, a pesar de que en un principio le había disgustado la misma existencia de esta, por cuanto representaba un símbolo del poder del parlamento (entidad que no era de su agrado) y además era más alta que la del Palacio Real de Berlín (67 metros). Sin embargo, desde aproximadamente 1892 empezó a percibirse una creciente antipatía del emperador hacia el edificio, al que calificó como "súmmum del mal gusto" y "creación totalmente fallida", y al que denostaba en privado llamándolo Reichsaffenhaus (casa de monos del Imperio).
Desarrolló una especial aversión personal hacia Wallot, presumiblemente porque este no habría aceptado introducir algún cambio sugerido por él. El monarca se negó a conceder al arquitecto premios que en un principio tenía previsto haberle dado. En una carta a su íntimo amigo el diplomático Philipp zu Eulenburg el káiser se jactaba de haber tenido la ocasión de insultar en persona a Wallot varias veces en el transcurso de una conversación.

Paul Wallot había intentado crear un nuevo estilo de arquitectura nacional, algo así como un paralelismo en términos arquitectónicos de la unificación de los estados que conformaban el Imperio. Para poder percibir este propósito se debe analizar el edificio en su conjunto, tanto por dentro como por fuera. Para el exterior Wallot utilizó sobre todo formas típicas del Renacimiento italiano y las combinó con elementos del Renacimiento alemán, algunos neobarrocos y la por entonces vanguardista estructura de acero y cristal de la cúpula. Sus contemporáneos no entendieron el resultado como una síntesis armónica, sino más bien como una amalgama poco convincente. Los más conservadores rechazaron la modernidad de la cúpula y los más jóvenes, la piedra en sillería al estilo renacentista. Especialmente crítico fue el arquitecto berlinés Ludwig Hoffmann, que llamó al Reichstag "coche fúnebre de primera clase". Otras fuentes afirman por el contrario que el edificio recibió en realidad las alabanzas de la mayoría de los arquitectos alemanes. 

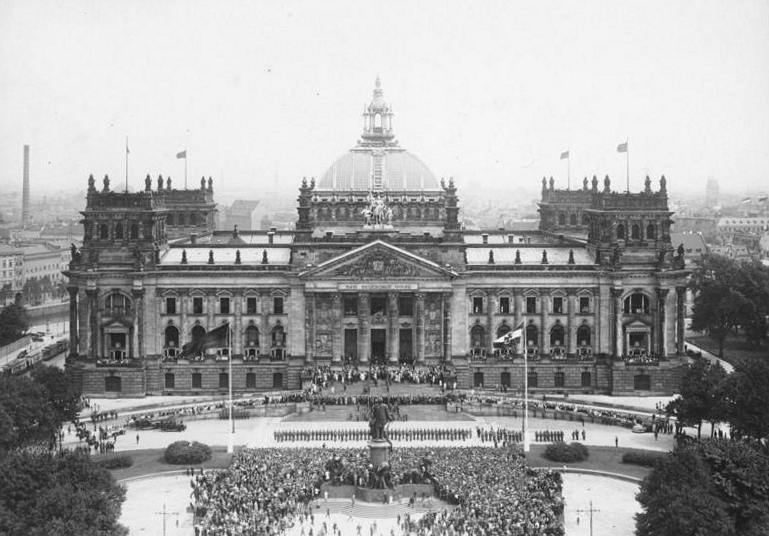
El Reichstag en 1926 durante la celebración del aniversario de la Constitución.

#### Interior
En general el Reichstag estaba bien preparado para cumplir sus funciones como sede parlamentaria. La ingeniería estaba a la vanguardia de su época. Un equipo de generación eléctrica propia proveía corriente al edificio. Disponía de calefacción centralizada con sensores térmicos, ventiladores eléctricos, ventanas dobles, teléfonos, retretes con cisterna... Además de las salas de reunión para los parlamentarios y el Bundesrat existían salas de conferencias, un cuarto de lectura, otro donde se servían refrescos, guardarropas, lavanderías y vestuarios, etc. La biblioteca contaba con 90 000 volúmenes en el momento de su apertura y espacio libre para 230 000 más (en 1927 ya tenía 260 000 tomos). En el archivo del Reichstag se clasificaron pronto millones de notas manuscritas que podían ser enviadas a la sala de lectura mediante un ingenioso sistema neumático.

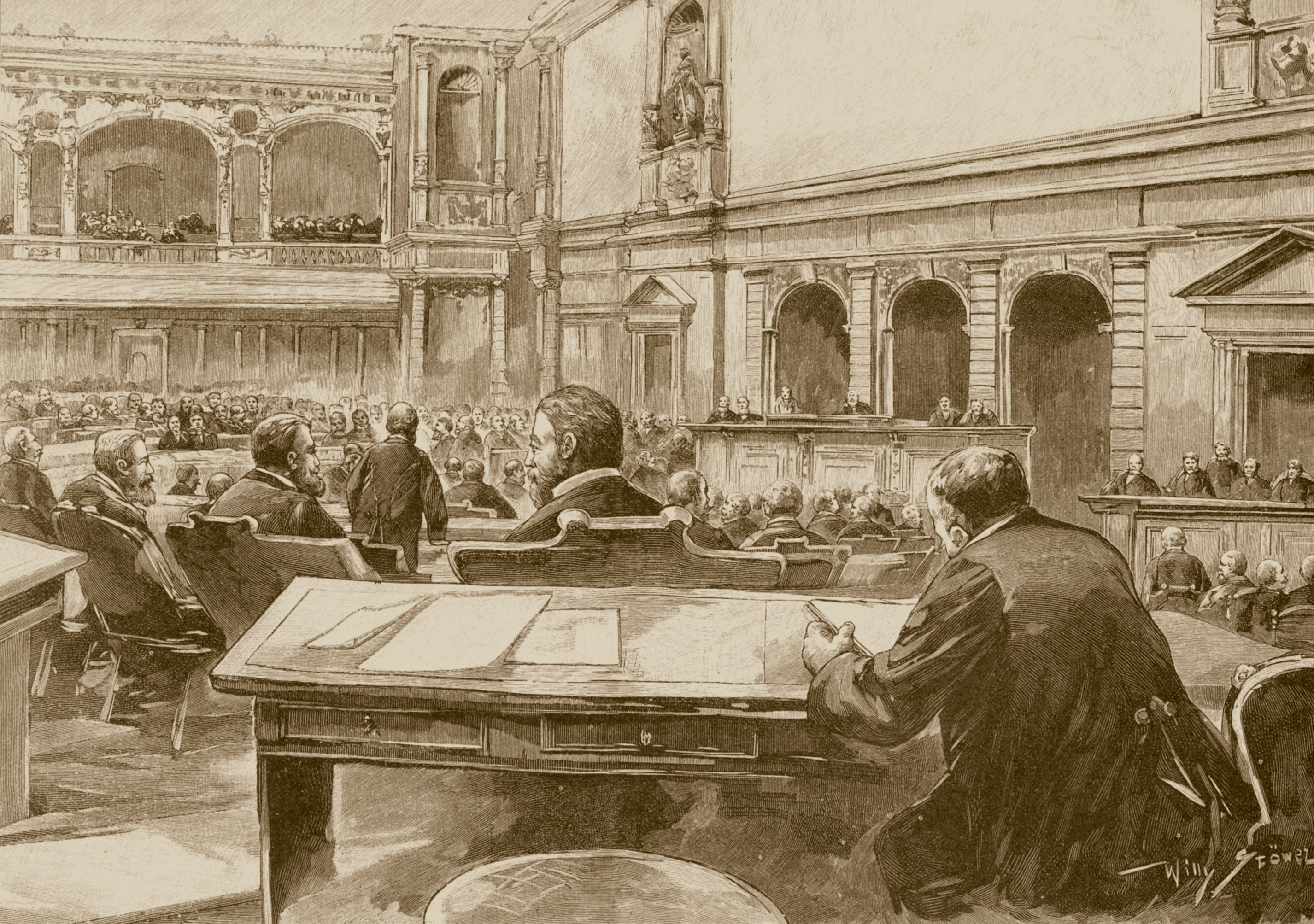
Sala de juntas del Reichstag hacia 1894, dibujo de Willy Stöwer.

A pesar de todo, pronto quedó de manifiesto una carencia: no había suficientes salas de trabajo para todos los diputados. En comparación con otros parlamentos europeos, el Reichstag era con sus 138 × 96 m relativamente pequeño. Las necesidades de un parlamentario ficticio fueron descritas en una publicación de la época de la siguiente manera: "¿De qué le sirven (...) los delicados paneles de madera, la inigualable vista de la Königsplatz (...), si no puede encontrar una silla vacía y una mesa libre para leer y escribir tranquilamente?".
Las sucesivas reformas de años posteriores no fueron tampoco capaces de solventar el problema, que incluso se acentuó al aumentar el número de diputados de 397 a más de 600 con la instauración del sistema de representación plena de la República de Weimar. Hacia el final de la década de 1920 hubo planes para ampliar el Reichstag por el norte, pero nunca llegaron a buen puerto.
La mayoría de las habitaciones, inclusive la sala de juntas principal, estaban revestidas con maderas de roble, fresno, pino barnizado y maderas tropicales. El uso de madera se debía a sus cualidades acústicas y también a que era más barata que la piedra. Además respondía a motivos estéticos, pues Wallot diseñó los interiores (mobiliario incluido) imitando el estilo del Renacimiento alemán de los siglos XVI y XVII. Los revestimientos de madera de las paredes y los tallados ornamentales —frontones con adornos en los rosetones, obeliscos, columnas helicoidales, festones y figuras alegóricas— abundaban habitualmente en algunos edificios renacentistas importantes, como por ejemplo los ayuntamientos de algunas ciudades adineradas, y conferían ahora al Reichstag un aspecto similar. Este despliegue de lujo fue considerado típicamente alemán y en realidad con esa intención se había pensado: como complemento y contrapunto del exterior, que tenía un cierto aire neorrenacentista que no se diferenciaba del empleado en la época en otros muchos países.

#### Decoración e iconografía

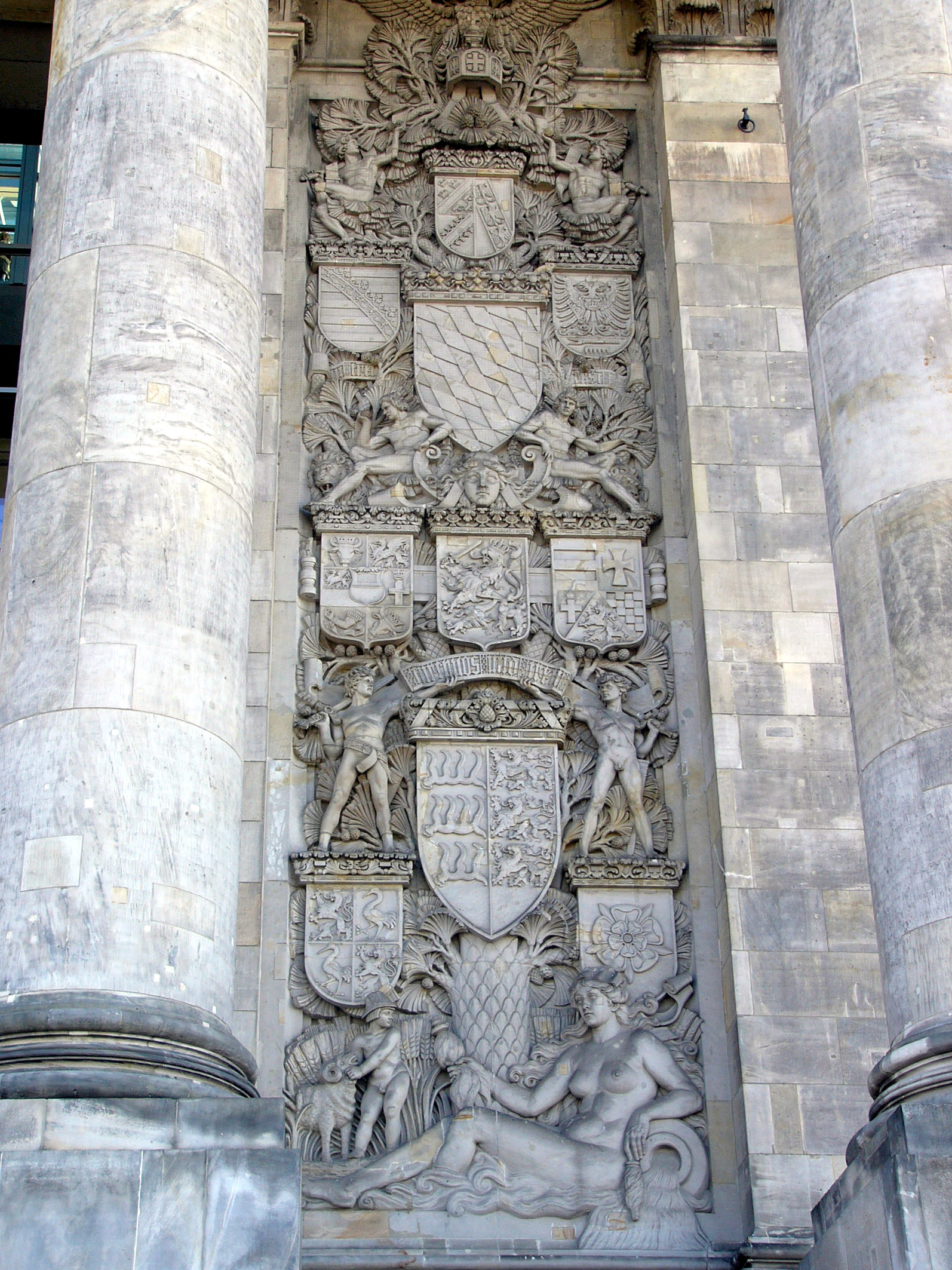
Los escudos de varios estados del Imperio en el interior del Reichstag.

Una vez colocada en 1894 la piedra de clave, todavía faltaba dotar al edificio desde el punto de vista artístico. Se deseaba que la decoración evocara la formación del Imperio Alemán en 1871, cuando los estados alemanes se unieron liderados por el rey de Prusia, coronado como káiser. El escudo imperial en el frontón sobre la entrada principal y la corona imperial en el punto más alto de la cúpula simbolizaban la meta alcanzada de la unión nacional, al igual que la alegoría de la nación alemana de Reinhold Begas en lo alto del portal principal. Por todo el Reichstag se podían encontrar adornos alusivos a los distintos estados y reinos que formaban el Reich, fuera con sus escudos, la representación de sus ciudades o la personificación de los ríos Rin y Vístula. A ellos se unieron algunos motivos populares en la época, como las dieciséis figuras en las torres que están en los extremos del edificio: el Arte, la Ciencia, la Educación, el Sustento del Pueblo, etc. Para hacer énfasis en el sentimiento de unidad nacional y evitar envidias regionalistas, durante el proceso de ornamentación se contó con trabajadores venidos de todas partes de Alemania.

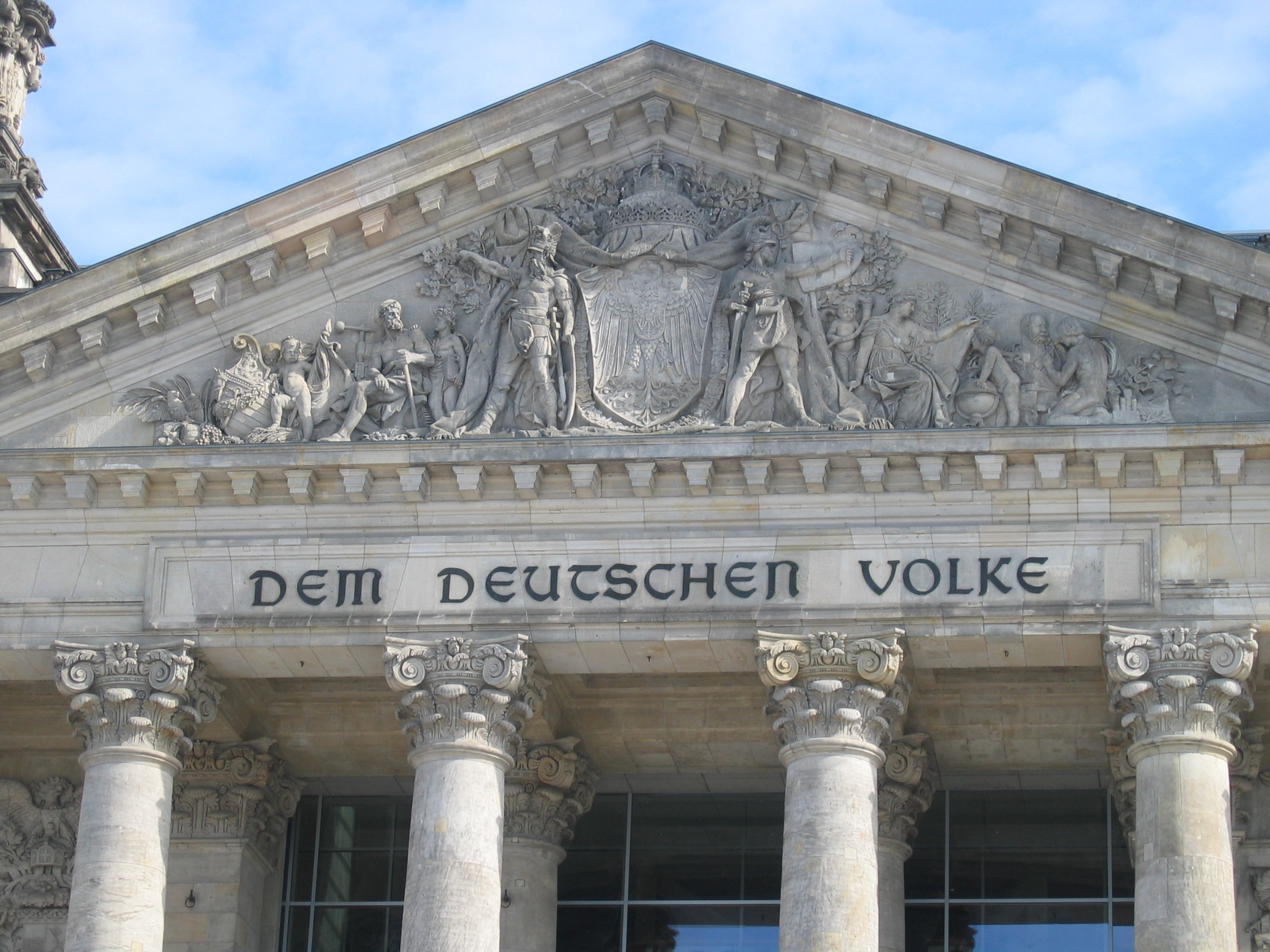
Frontón del Reichstag con el lema Dem deutschen Volke, "al pueblo alemán".

Wallot tenía claro que quería dedicar el edificio "al pueblo alemán". Se esperaba que esta inscripción (que en alemán rezaba: Dem deutschen Volke) fuese instalada en el frontispicio occidental no más tarde del día de la inauguración. Sin embargo, el lugar que le estaba reservado permaneció vacío más de veinte años. Ya entonces se empezó a sospechar que el propio emperador Guillermo II estaba utilizando sus influencias para impedir que se mostrara el texto, aunque no existen pruebas irrefutables que lo demuestren. La omisión no se repararía hasta las navidades de 1916, en plena Gran Guerra. En la literatura se suelen citar dos motivos principales para explicar este cambio: uno es que el Partido Socialdemócrata de Alemania había votado en favor de la emisión de bonos de guerra y el káiser quería mostrarse conciliador hacia los socialdemócratas colocando la inscripción prevista por Wallot; el otro, que poner la inscripción se trataba de un gesto para elevar la moral de la población civil, agotada por dos años de guerra. El arquitecto y diseñador Peter Behrens dio forma a la inscripción utilizando caracteres unciales, muy extendidos por aquel entonces. El metal de las letras, de 60 centímetros de alto, procede de dos cañones capturados a los franceses durante las llamadas "guerras de liberación contra Napoleón" (1813-1815).
Wallot, cansado de soportar continuas discusiones, aceptó una cátedra en Dresde. Hasta su muerte en 1912 se siguió pidiendo su opinión en cuestiones relacionadas con la decoración artística del Reichstag.

### 1933-1945: Incendio y Nazismo

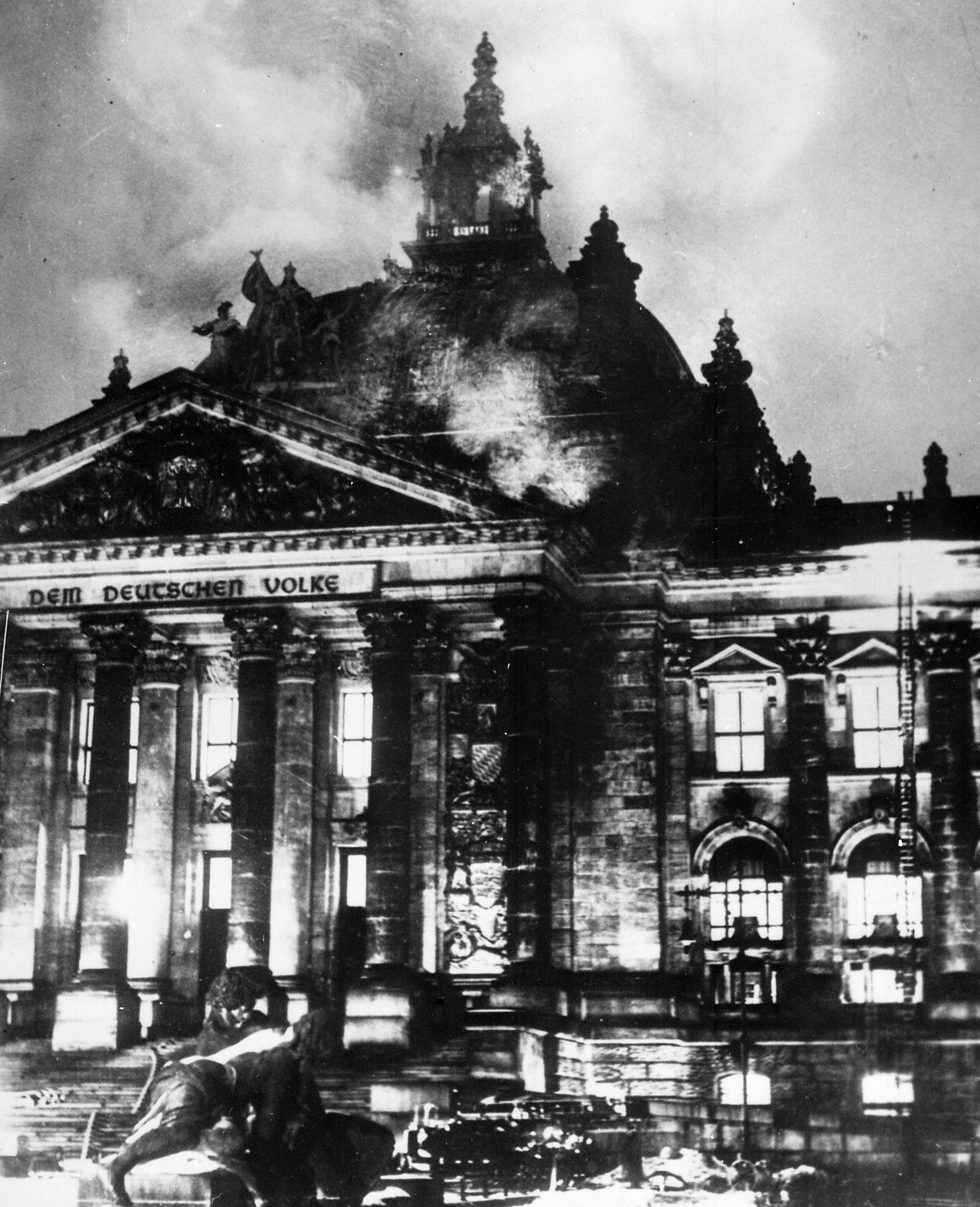
El Reichstag en llamas, febrero de 1933

La noche del 27 al 28 de febrero de 1933, cuatro semanas después del nombramiento de Adolf Hitler como canciller del Reich, el edificio del parlamento ardió. La sala de plenos y algunas habitaciones cercanas a la misma fueron consumidas por las llamas. Se trató sin duda de un incendio provocado, aunque el asunto de la autoría no está resuelto a día de hoy. De lo que no cabe duda es de que los nazis fueron los grandes beneficiados por el incendio. Esa misma noche desataron una oleada de terror contra sus enemigos políticos. El Reichspräsident Hindenburg fue forzado a firmar al día siguiente la llamada Reichstagsbrandverordnung (Decreto del Incendio del Reichstag) "para la protección del pueblo y el estado". El párrafo 1 derogaba los derechos civiles elementales; el párrafo 5 establecía la pena de muerte para delitos de "alta traición".

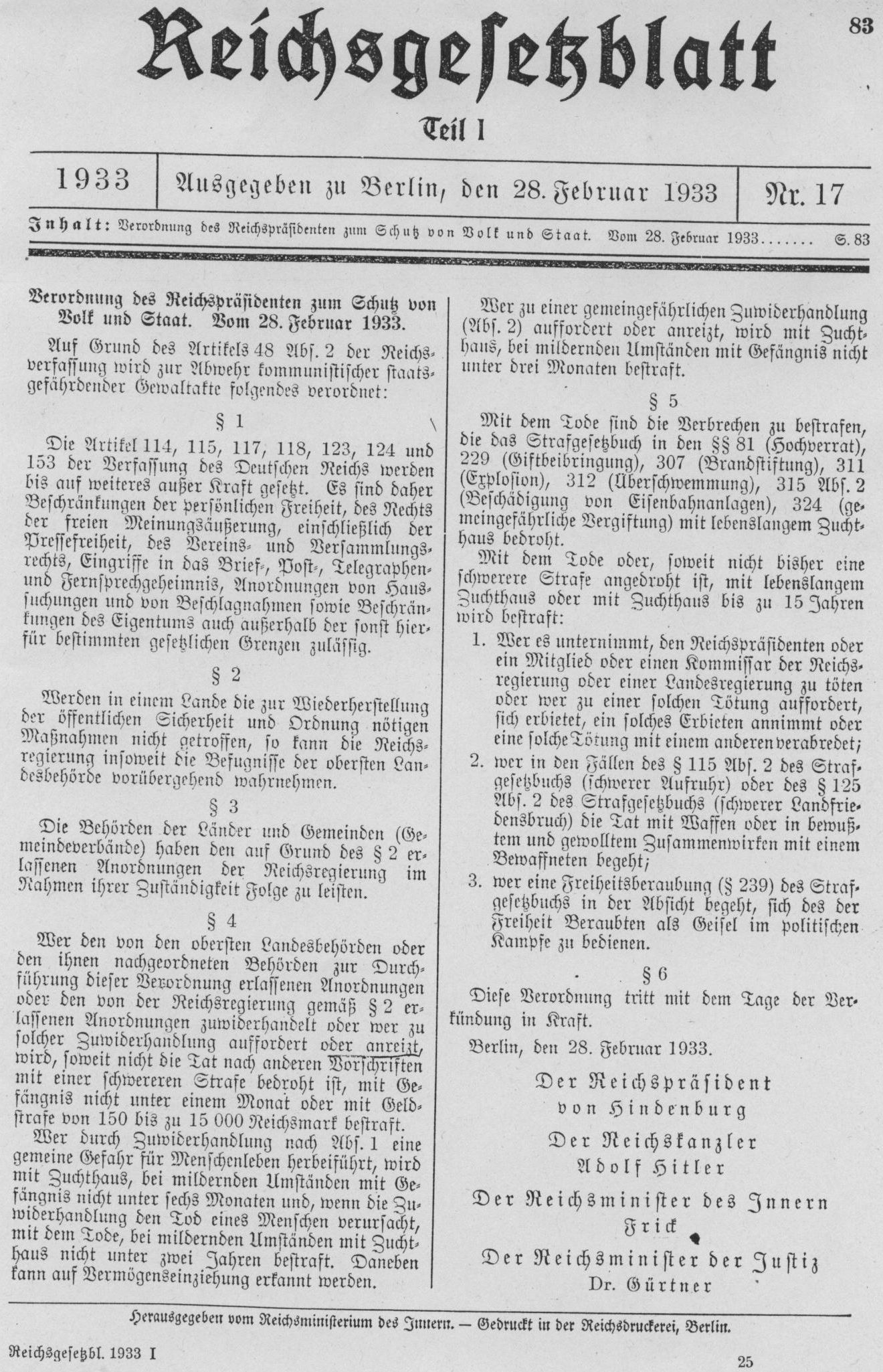
Decreto del Incendio del Reichstag "para la protección del pueblo y el estado".

En mayo de 1933, el comunista neerlandés Marinus van der Lubbe, junto con algunos miembros notables del Partido Comunista como Georgi Dimitrov, fue acusado de provocar el incendio por el Tribunal de Justicia del Reich en Leipzig. La acusación sostenía que el incendio era una señal para desencadenar un golpe de Estado. Se celebró una vista pública en la que van der Lubbe fue condenado a muerte, gracias al cambio en la legislación y a una confesión dudosa. Fue ejecutado en enero de 1934. Los otros acusados fueron puestos en libertad por falta de pruebas. Como maniobra propagandística, el proceso resultó un desastre para sus organizadores, sobre todo por la superioridad retórica de Dimitrov en sus duelos dialécticos con Joseph Goebbels y Hermann Göring.
Mientras el parlamento —en el que desde julio de 1933 solo había diputados nacionalsocialistas— se reunía en el edificio de la Krolloper, se realizaron reparaciones de emergencia en la cúpula del Reichstag, pero sintomáticamente no en la sala de plenos, que también estaba calcinada. Mientras, el edificio albergaba exposiciones tendenciosas con títulos como "El judío eterno" y "El bolchevismo, sin máscara". También se mostraban maquetas del plan Welthauptstadt Germania (Capital del Mundo Germania), una utopía ideada por Albert Speer junto al propio Hitler para transformar Berlín en una ciudad colosal. El pabellón Halle des Volkes, con una cúpula de 290 m de alto, se habría edificado junto al Reichstag y, según palabras del historiador Michael Cullen, este habría parecido a su lado la cabina de una letrina. Durante la Segunda Guerra Mundial se tapiaron las ventanas y se convirtió la edificación en una auténtica fortaleza. La empresa AEG utilizó las dependencias del Reichstag para fabricar válvulas de vacío, se instaló un hospital militar y el departamento de ginecología del Charité se trasladó al edificio (cientos de berlineses vieron la luz en el Reichstag).

El Ejército Rojo vio en el Reichstag uno de los símbolos del régimen nacionalsocialista. Tras violentos combates fue capturado por el 176.º Regimiento de la 150.ª División de Tiradores del III Ejército de Asalto del Frente Central. Desde Moscú se enviaron en avión nueve banderas soviéticas. El 30 de abril de 1945 uno de estos "estandartes de la victoria" fue izado en el portal principal y posteriormente en lo alto de la cúpula. Alrededor de las 15:00 horas el mando del III Ejército de Asalto, el general Fiódor Kuznetsov, llamó desde su posición al mariscal Zhúkov para informarle:

¡Nuestra bandera roja ondea sobre el Reichstag!

El Reichstag tras los bombardeos aliados y la toma de Berlín, 1945.

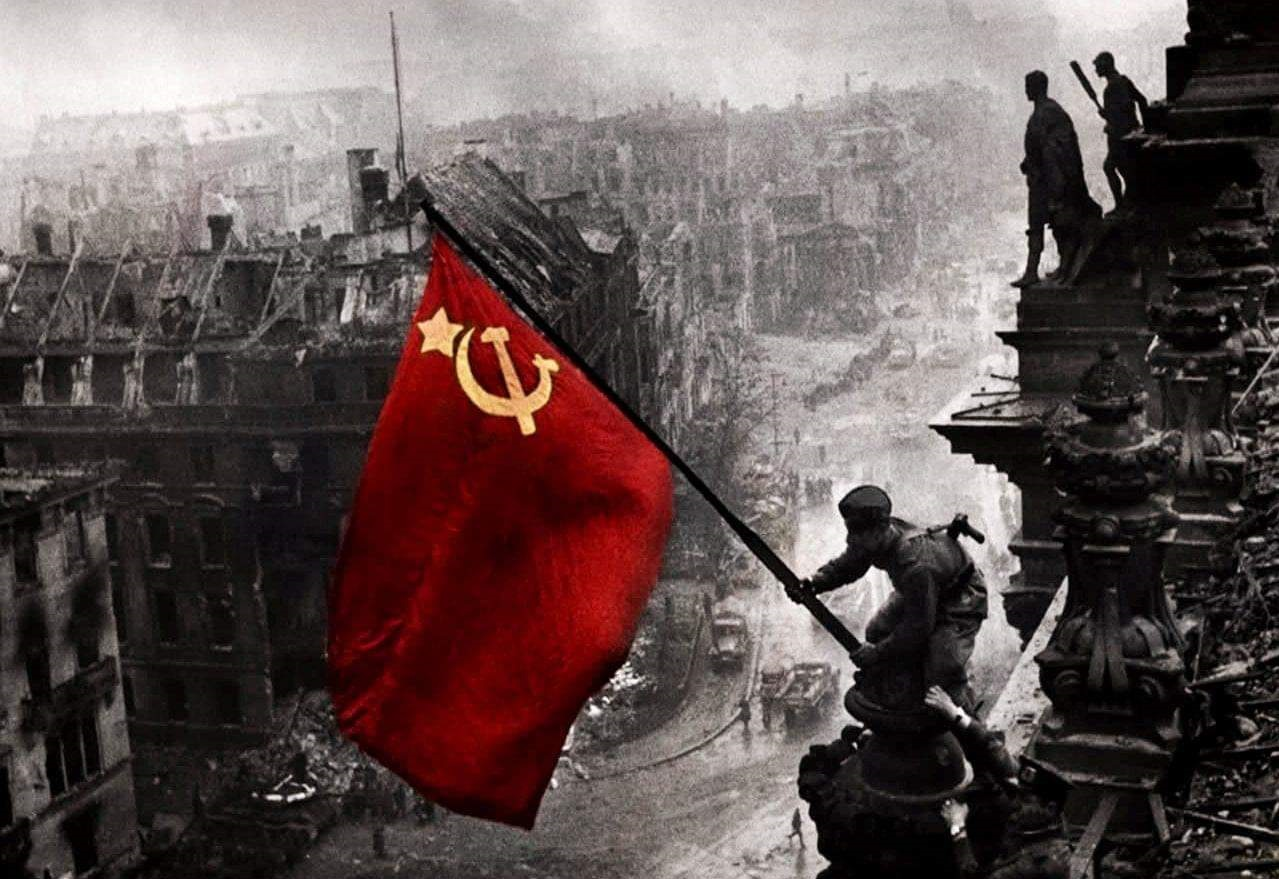
Berlin, 1945. Alzando una bandera sobre el Reichstag

Pero también le comunicó que "todavía se lucha en algunas partes de los pisos de arriba y en el sótano". Por tal motivo, la famosa instantánea del fotógrafo de campaña Yevgeni Jaldéi tuvo que haberse tomado por la noche. Los últimos soldados alemanes que resistían en el sótano se rindieron la tarde del 1 de mayo. El soldado que ondea la bandera soviética fue identificado durante décadas como Melitón Kantaria y fue honrado como un héroe nacional en la U.R.S.S. Algunas fuentes sostienen que en realidad la identidad del soldado corresponde a Mijaíl Petróvich Minin. La bandera ondeó de nuevo el 20 de junio de 1945 en el desfile de la victoria celebrado en Moscú. En la actualidad se conserva en el museo del ejército de la capital rusa.

### 1945-1990: El Reichstag en la Alemania dividida

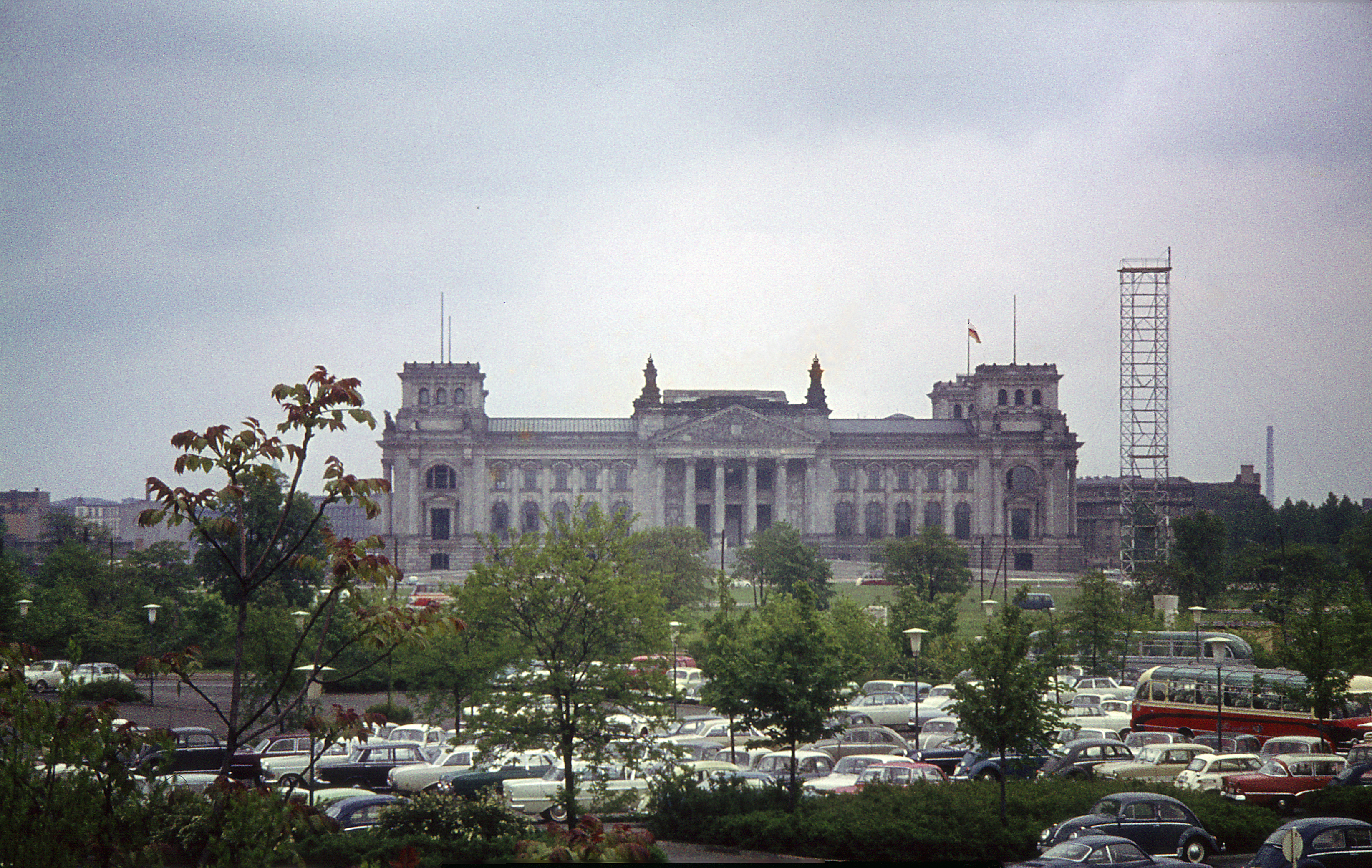
1964: sin cúpula.

Finalizada la contienda mundial, el Reichstag, que había sido el escenario de violentos combates, se encontraba en estado de semirruina y rodeado de escombros. Las explanadas que lo rodeaban servían a la hambrienta población civil para el cultivo de patatas y hortalizas. En 1954 las autoridades de Berlín Occidental, donde quedaba situado el edificio, tomaron la polémica decisión de dinamitar la cúpula alegando motivos de estabilidad estructural. En el mes de octubre se intentó derrumbarla, pero resistió cuatro detonaciones. Finalmente, el 22 de noviembre de 1954, la cúpula se vino abajo tras otras nuevas cuatro explosiones. Durante los años posteriores la nueva administración de obras públicas tomó la decisión de asegurar el maltrecho edificio.
En 1955 el Bundestag de la RFA alcanzó un acuerdo para una restauración completa a pesar de que aún no se sabía a ciencia cierta qué uso se le iba a dar al edificio en la nueva Alemania dividida y en primavera de 1957 el Estado invirtió los primeros 500.000 DM para el mantenimiento del Reichstag. El arquitecto Paul Baumgarten recibió el encargo de la reconstrucción tras ganar en 1961 un concurso en el que el acceso había estado bastante restringido. Las obras duraron hasta 1973. Numerosos elementos ornamentales de la fachada desaparecieron, se redujeron en altura las torres de los extremos y no se reconstruyó la cúpula. La remodelación del interior fue importante y se creó una nueva planta con objeto de tener mayor superficie aprovechable. El tamaño de la sala de plenos se dobló y podría haber acogido a todos los parlamentarios de una hipotética Alemania reunificada. Al retirarse las cuatro potencias ocupantes en 1971, ni siquiera los plenos podían celebrarse ya en el Berlín Occidental, aislado en mitad de la República Democrática Alemana. En las nuevas salas solo era posible celebrar las reuniones de comité y las asambleas internas de los grupos parlamentarios.

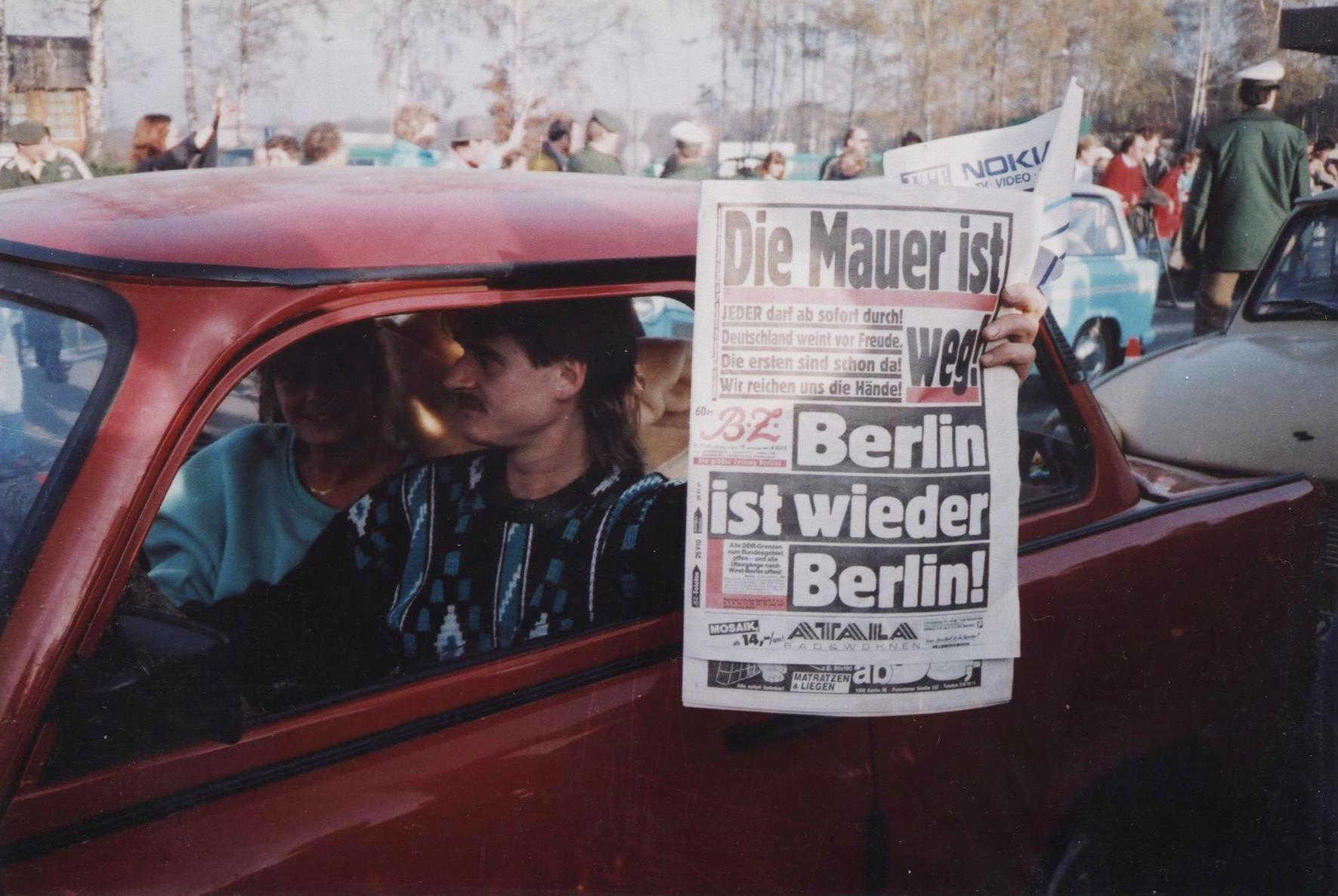
"¡Adiós al muro! ¡Berlín vuelve a ser Berlín!"
¡Todo el mundo puede atravesarlo desde este mismo momento! · Alemania llora de alegría · ¡Los primeros ya han llegado! · ¡Nos damos la mano!.

Las reformas de Baumgarten, que contaban con el apoyo de las autoridades competentes, pueden parecer hoy día un tanto rigurosas, pero se explican analizando el contexto histórico. Baumgarten se valió de las austeras formas arquitectónicas de actualidad en los años 60. Cualquier tipo de decoración estaba proscrito y predominaban las líneas rectas y las superficies planas. El estilo del siglo anterior era considerado ampuloso y recargado, y apenas se le concedía importancia al valor histórico. En el caso concreto del Reichstag, consideraciones estéticas aparte, pesaban motivos ideológicos: empezó siendo el símbolo de una forma de gobierno predemocrática en una monarquía (aún tratándose de un parlamento), luego de una democracia débil, y finalmente de una brutal dictadura. La joven democracia alemana daba sus primeros pasos y lo más consecuente parecía reformar el Reichstag siguiendo estrictamente patrones estéticos contemporáneos, como manera de distanciarse de su terrible pasado. 
Así pues, Baumgarten retiró una gran cantidad de elementos ornamentales de las fachadas y no solo por su rechazo al estilo del siglo XIX, sino también porque en el transcurso de la guerra muchos de ellos habían resultado dañados y no eran más que un amasijo irreconocible. A principios de la década de 1990 se debatió la procedencia de mantener o no los cambios de Baumgarten. Finalmente, las reformas se deshicieron y apenas se puede percibir hoy rastro de ellas. 
Desde su construcción hasta el final de la Guerra Fría (1961-1989), el Muro de Berlín transcurría muy próximo a la fachada oriental del Reichstag, donde era posible visitar un museo sobre el Bundestag y la historia del edificio. Era común llevar a las visitas de estado a la terraza exterior para que pudieran contemplar las vistas de Berlín Oriental por encima del muro. Desde 1971 se exhibió en el edificio sobre la historia de Alemania que fue vista por varios millones de personas.
Tras la Reunificación alemana el 3 de octubre de 1990, el Bundestag en pleno acordó tras un acalorado debate trasladar el gobierno federal desde Bonn hacia Berlín, que sería capital de la Alemania reunificada, devolviendo al edificio del Reichstag sus antiguas funciones de sede del poder legislativo.

### 1991-1999: Reformas

#### El concurso público

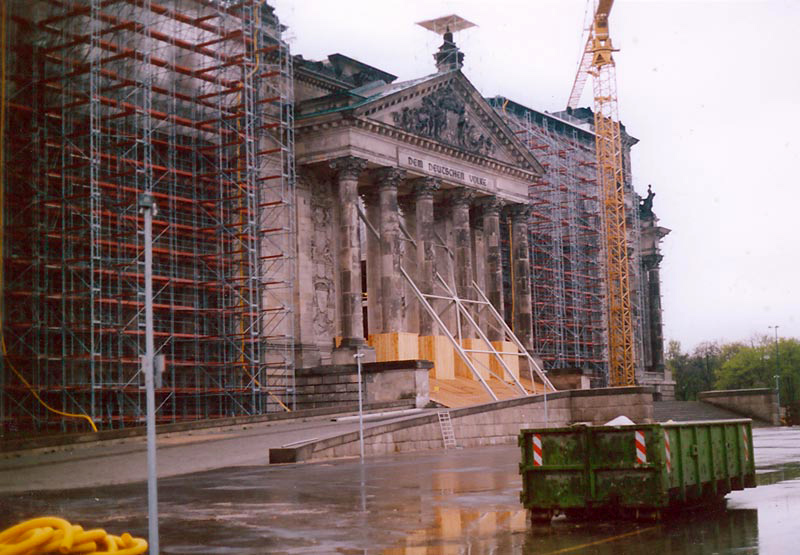
Reichstag 1995

"La sede del Bundestag de Alemania está en Berlín": el Bundestag alcanzó esta resolución en Bonn el 20 de junio de 1991 por una ajustada mayoría de tan solo 18 votos. Previo al traslado del parlamento y el gobierno, el edificio del Reichstag exigía ser modernizado. En 1993 se convocó un concurso público. Los criterios de selección eran básicamente claridad, transparencia y una planificación ejemplar desde el punto de vista de la tecnología energética. De los 80 proyectos que se presentaron se preseleccionaron los de tres prestigiosos arquitectos: Sir Norman Foster (Inglaterra), Pi de Bruijn (Países Bajos) y Santiago Calatrava (España). Foster había planeado un tejado trasparente que se alzaba por encima del edificio a modo de toldo. Su propuesta no alcanzó consenso entre la opinión pública por motivos tanto estéticos (se la calificó como "la gasolinera más grande de Alemania") como económicos (los costes se elevaban a 1300 millones de marcos). Después de revisar el proyecto, Foster consiguió imponerse a sus rivales con un diseño completamente nuevo.
Tampoco en esta nueva propuesta había previsto Foster añadir una cúpula al Reichstag. En unas declaraciones incluso rechazó expresamente cualquier tipo de elevación sobre el tejado fundamentada en "motivos meramente simbólicos". Con esto se refería tanto a parasoles (como el que había en su propuesta original) como a cúpulas. Finalmente cambió su postura y entre 1994 y 1995 se vio obligado a ceder ante las presiones políticas y modificar el diseño del tejado. El 8 de mayo de 1995 Foster presentó su diseño definitivo para una cúpula de cristal transitable, que por fin satisfizo a los diputados. Santiago Calatrava protestó entonces alegando que se trataba de un plagio a su diseño, pues también incluía una cúpula transparente de similar forma. Los especialistas llegaron no obstante a la conclusión de que no era lícito pretender que un elemento tan tradicional en la arquitectura como es una cúpula estuviese sujeto a derechos de autor.

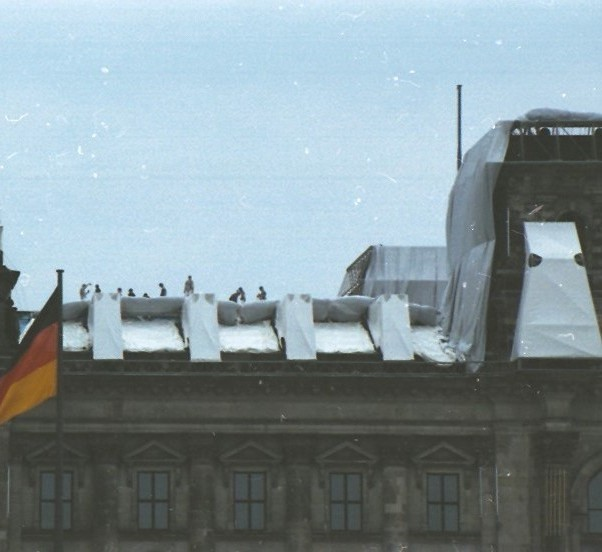
Operarios "empaquetando" el Reichstag.

#### El Reichstag "envuelto"
Antes de empezar las obras se vivió un peculiar paréntesis en la historia del edificio. El artista conceptual estadounidense de origen búlgaro Christo y su esposa y administradora Jeanne-Claude Guillebon llevaban planeando desde 1971 un proyecto que habían bautizado como "Reichstag envuelto" (ingl. Wrapped Reichstag). En enero de 1994 se celebró en el parlamento de Bonn un debate para determinar la conveniencia de llevar a cabo una performance artística con un símbolo nacional de la importancia del Reichstag. La mayoría se mostró a favor. Entre el 24 de junio y el 7 de julio de 1995 el edificio estuvo completamente cubierto por miles de metros cuadrados de una tela plateada ignífuga y atado con resistentes cuerdas de polipropileno azul de 3,2 cm de diámetro. El evento adquirió pronto el carácter de fiesta popular. Esas dos semanas, el Reichstag fue visitado por unos 5 millones de espectadores, que dejaron en la capital alemana más de 1000 millones de marcos. La acción tuvo gran repercusión en los medios internacionales e hizo al Reichstag conocido en todo el mundo.

#### Remodelación del interior

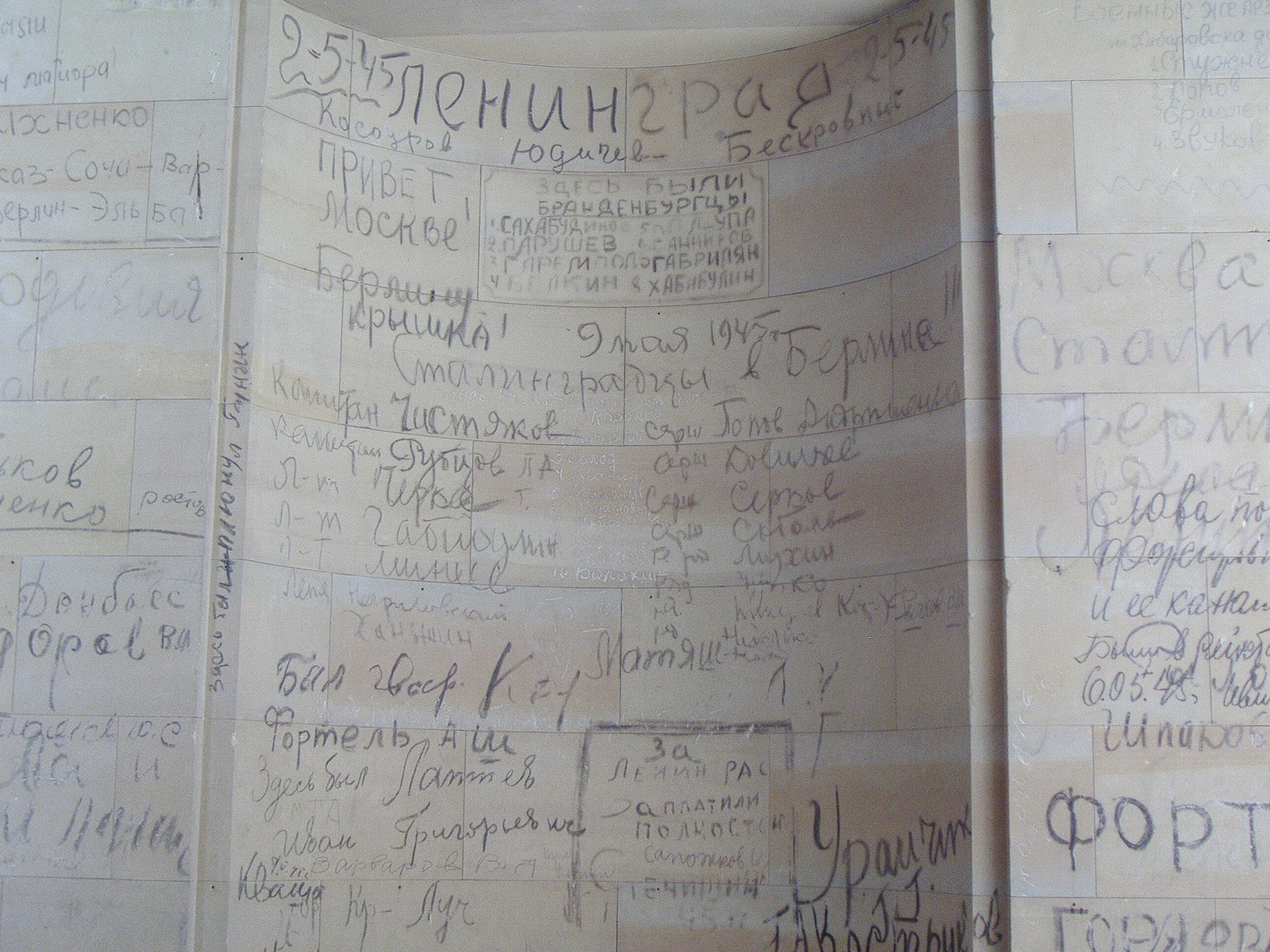
Inscripciones de soldados soviéticos de 1945.

El último evento celebrado en el Reichstag antes de su remodelación tuvo lugar el 2 de diciembre de 1994. A finales de mayo de 1995 ya se habían concluido los preparativos de las obras, consistentes en limpiar el edificio de amianto y dejar al descubierto la estructura original. Numerosas partes del antiguo edificio fueron puestas a salvo y posteriormente integradas en el nuevo. A los arquitectos se les exigió respetar la personalidad histórica de la construcción. Algunos restos de la Historia debían ser visibles tras la renovación. Esto incluía también las pintadas en ruso hechas por soldados del Ejército Rojo durante la conquista de Berlín en mayo de 1945 y que ahora volvían a ver la luz. Algunos graffittis con contenido racista o sexista fueron retirados de acuerdo con diplomáticos rusos; otros pueden verse en el nuevo Reichstag.
A final de julio de 1995, justo después de terminar la performance del "Reichstag empaquetado", comenzaron las labores de renovación. En primer lugar se deshicieron los cambios de Baumgarten de los años 60 y se retiraron 45.000 toneladas de cascotes. Para garantizar la estabilidad del nuevo edificio se añadieron 90 nuevas pilastras subterráneas a las 2300 que Paul Wallot ya había dispuesto bajo el edificio.

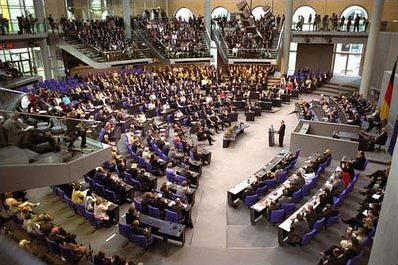
George W. Bush dando un discurso en la sala de plenos.

El grueso de las obras comenzó en junio de 1996. En el centro del Reichstag se levantó una nueva estructura encima de la vieja, dentro de la cual se integran la sala de plenos —que tiene una altura que abarca los tres pisos— y la sala de prensa en la tercera planta. Las alas norte y sur, correspondientes aproximadamente a dos tercios del edificio, se respetaron como testimonio histórico y solo se sanearon de forma superficial. La sala de plenos comprende un área de 1.200 m² (en el Reichstag de Wallot eran solo 640 m²; en el de Baumgarten, 1.375 m²) y fue modificada de forma y manera que la presidencia de la cámara estuviese situada en la parte oriental, como en los primeros años. Las tribunas de visitantes están ubicadas en un piso intermedio construido a tal efecto. La tercera planta está reservada para los diputados y los grupos parlamentarios. En el edificio remozado se emplearon materiales como hormigón, cristal y acero; en el antiguo se habían empleado sobre todo piedras caliza y arenisca de tonos claros y cálidos. Se revisó el cromatismo de los interiores, utilizándose una gama de 9 colores para diferenciar las distintas áreas. También se instalaron en las habitaciones paneles de madera de colores muy intensos, lo cual fue considerado problemático a la hora de exponer obras de arte.

#### La cúpula
La cúpula que se añadió durante las reformas se ha convertido en una atracción turística de primer nivel y en un símbolo de la ciudad. Los visitantes entran en el edificio por la puerta occidental. Tras pasar un control de seguridad suben por medio de dos ascensores al tejado, situado a 24 metros de altura y en cuya parte trasera se encuentra el Käfer, un pequeño restaurante. Sobre este tejado se yergue la cúpula. Posee un diámetro de 40 metros y una altura de 23,5 y pesa 800 toneladas. Su armazón de acero consta de 24 nervios verticales en intervalos de 15 grados, 17 anillos horizontales con una distancia entre ellos de 1,65 metros y una superficie acristalada de 3000 metros cuadrados. Por su interior suben en espiral dos rampas situadas en extremos opuestos de la planta circular. Estas rampas tienen unos 1,8 metros de ancho y 230 metros de largo. Permiten subir y bajar a un mirador que se levanta a 40 metros sobre el nivel del suelo. El punto más alto de la cúpula está a 47 metros, significativamente menos que en el diseño de Paul Wallot. Recibe un promedio de 8000 visitantes al día.
Cuando Norman Foster recibió el encargo de reformar la sede del parlamento se le impuso la estricta limitación de que los costes totales no superasen los 600 millones de marcos, incluyendo sueldos, materiales y gastos adicionales. El 19 de abril de 1999 se celebró una entrega de llaves simbólica al presidente del Bundestag, así como la primera sesión ordinaria. La renovación había durado cuatro años, ajustándose a los plazos y presupuestos planeados. El parlamento comenzó a desempeñar sus funciones en el Reichstag de manera regular el 7 de septiembre de 1999.
Hasta junio de 2006, 18 millones de personas han acudido al Reichstag, ya sea para subir a la cúpula, seguir un debate o realizar la visita guiada.

#### Gestión energética

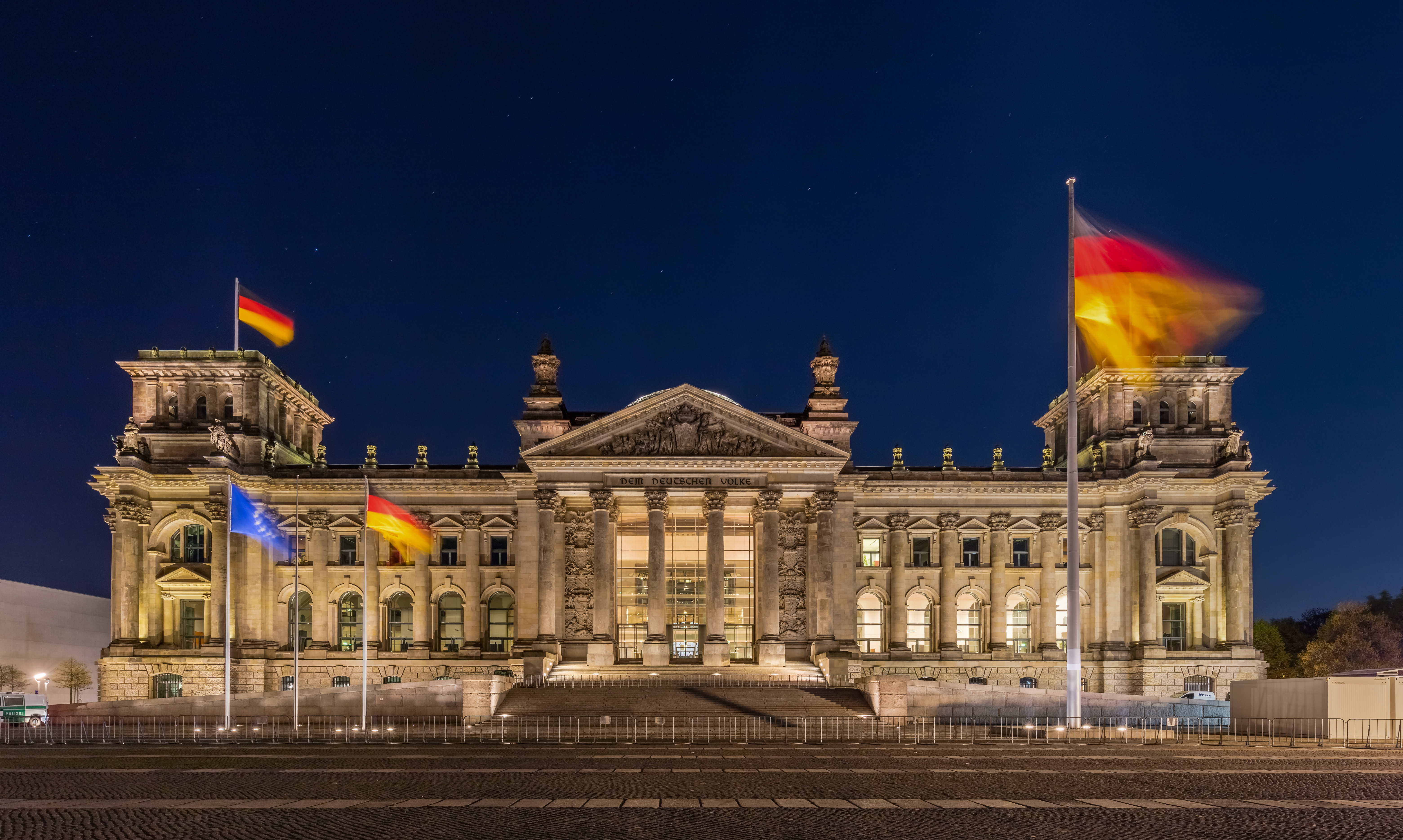
Vista nocturna.

Se deseaba que la remodelación del Reichstag fuese ejemplar por su respeto al medio ambiente. El sistema de calefacción y suministro eléctrico consta de una combinación de energía solar, ventilación mecánica, uso del suelo como almacén térmico, tecnología de cogeneración y aprovechamiento de materias primas renovables.
Las pérdidas de calor se minimizan mediante acristalamientos y aislamientos especiales. Más de 300 m² de placas fotovoltaicas instaladas en el techo y dos generadores que funcionan con combustible biodiésel de Mecklemburgo-Pomerania Occidental satisfacen el 82 % de las necesidades energéticas del Reichstag y los edificios públicos colindantes. En verano se usan dispositivos de refrigeración por absorción que generan frío a partir de parte del calor que emanan los motores. Otra parte de dicha energía térmica se utiliza para calentar a 70 °C agua bombeada desde un acuífero situado a 300 metros bajo el Reichstag. El agua se almacena posteriormente otra vez en el subsuelo y sirve para calentar el edificio en invierno. Otra reserva de agua, a 60 metros bajo tierra, guarda el frío del invierno y se utiliza para refrescar el edificio en días especialmente calurosos. Gracias a estos y a otros factores se consigue reducir las emisiones anuales de CO2 del Reichstag de 7000 a entre 400 y 1000 toneladas.
También la cúpula responde a propósitos energéticos además de los meramente relacionados con la estética arquitectónica. Sirve para la iluminación y ventilación de la sala de plenos, ubicada inmediatamente debajo. La luz solar se enfoca hacia el interior de la sala por medio de 360 espejos dispuestos formando un embudo gigante. Para evitar deslumbramientos y que la sala se recaliente cuando hay mucho sol, parte de los espejos pueden taparse con pantallas móviles controladas por ordenador. En el interior del embudo el aire ya usado es canalizado hacia la cúspide del edificio y expulsado por una abertura circular situada en el centro de la cúpula. Por el camino, este aire atraviesa un sistema que aprovecha la energía térmica residual. Un dispositivo justo debajo de la abertura recoge el agua de la lluvia. Wallot previó la instalación por todo el edificio de conductos de ventilación que durante las reformas se despejaron y en la actualidad se vuelven a utilizar.

### Arte en el Reichstag

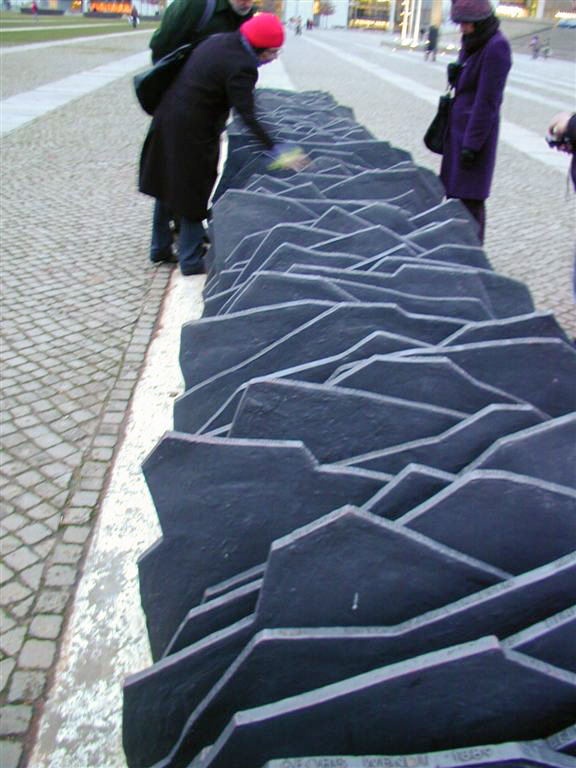
Monumento en recuerdo a 96 diputados de izquierdas asesinados por el régimen nacionalsocialista.

El edificio del Reichstag es el elemento más importante del complejo artístico-urbanístico que tiene el Bundestag en el arco que describe el Spree a su paso por Berlín. El Consejo del Arte del parlamento eligió una de las propuestas sugeridas por especialistas independientes para exponer en el edificio de obras de valor cultural. Dieciocho artistas recibieron el encargo de crear obras para el Reichstag. Entre ellos se incluían representantes de las cuatro potencias que ocuparon Berlín: el arquitecto Norman Foster (Inglaterra), Christian Boltanski (Francia), Grisha Bruskin (Rusia) y Jenny Holzer (EE. UU.). También se contrató a artistas alemanes de talla internacional. Comprando y alquilando alguna otra pieza más se consiguió recopilar una valiosa colección de arte contemporáneo con trabajos de casi treinta artistas. 
Todo el proyecto fue polémico desde el mismo proceso de selección. La participación del pintor Bernhard Heisig levantó enérgicas protestas por su supuesta cercanía al régimen socialista de la RDA, que según muchos le incapacitaba para trabajar en un parlamento democrático. El debate sobre la instalación artística propuesta por Hans Haacke fue no menos encendido. La obra consistía en un recipiente de madera ubicado en el suelo de un patio de luces del edificio. El recipiente habría de ser llenado con tierra traída por cada diputado desde su circunscripción electoral —cosa que hicieron de bastante mala gana—. Con letras luminosas se escribieron las palabras "A la población" y si en la tierra crecía espontáneamente vegetación, esta no tenía que ser cortada. El lema (Der Bevölkerung) parece una variación del que está escrito en la fachada occidental (Dem deutschen Volke) y se acusó al autor de querer distanciarse del mismo. El artista explicó que a su parecer el concepto de "pueblo" se hallaba lastrado por la reciente historia alemana y que su trabajo no buscaba sino hacer reflexionar. Hicieron falta tres reuniones del Consejo del Arte y un debate plenario para que fuese aceptado.
Las obras de arte del Reichstag costaron ocho millones de marcos, equivalente a toda la cuota prevista por ley para proyectos artísticos en edificios públicos. El dinero que se llevó cada artista no se hizo público.

## Otros datos de interés

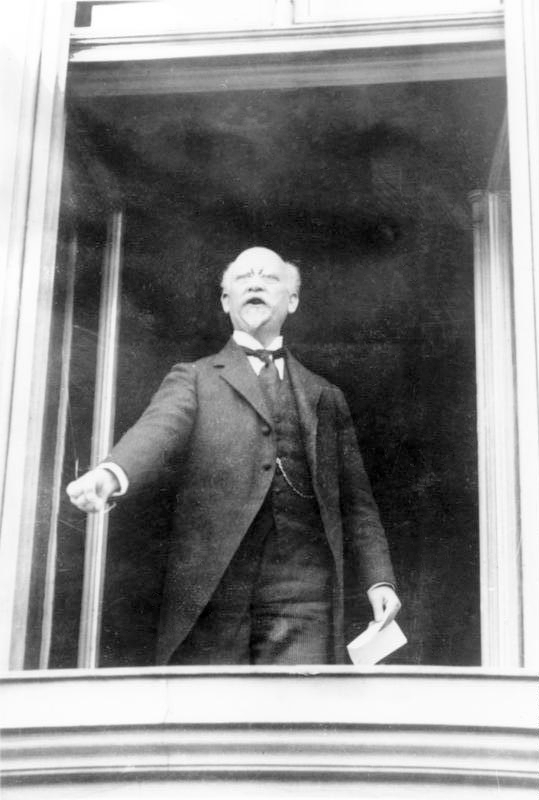
Scheidemann dando otro discurso desde la ventana de la Cancillería el mismo día que proclamó la República.

### Balcón occidental
Los balcones occidentales se sitúan junto al norte de la fachada principal (según se mira el edificio de frente, la parte de la derecha). Desde el segundo de estos balcones el socialdemócrata Philipp Scheidemann proclamó la república el 9 de noviembre de 1918. Hoy una placa conmemora allí este hecho. Existen versiones distintas de lo que dijo en su discurso. La que él mismo cita en sus memorias reza:

¡Obreros y soldados! Han sido cuatro terribles años de guerra. El pueblo ha tenido que hacer un espantoso sacrificio de vidas y bienes. Esta desastrosa guerra ha llegado a su fin. La matanza ha terminado. Las consecuencias de la guerra, la pobreza y la miseria, pesarán sobre nosotros por muchos años. Manteneos unidos, leales y conscientes del deber. Lo antiguo y podrido, la monarquía, ha caído. ¡Que viva lo nuevo! ¡Viva la República Alemana!

Algunas horas más tarde, desde el Palacio de Berlín, Karl Liebknecht proclamaba la "república socialista libre" (soviética).

### Pasillo subterráneo
Durante las reformas posteriores a la Reunificación quedó al descubierto una galería con tuberías del sistema de calefacción. Antiguamente conectaba el edificio del Reichstag con el palacio del presidente del Reichstag, en la actualidad dependencias de la Deutsche Parlamentarische Gesellschaft. Aunque no se ha podido demostrar, se cree que este pasadizo fue utilizado por miembros de las SA en febrero de 1933 para provocar el incendio del Reichstag. Durante las reformas se dividió el pasillo y en la actualidad una parte es usada en las visitas guiadas para entrar en la llamada "casa de Jakob Kaiser", edificio adyacente que alberga oficinas del parlamento.

### Bundesadler
Norman Foster dibujó numerosos esbozos del Bundesadler o "águila federal" que preside la sala de plenos, pues deseaba estilizar su figura. Los diputados eran en cambio más partidarios de una reproducción ampliada del águila de formas redondeadas que diseñó el escultor Ludwig Gies para el parlamento de Bonn (apodada sarcásticamente "la gallina gorda"). Foster se hizo finalmente cargo solamente del diseño de la parte posterior del águila (téngase en cuenta que esta está suspendida delante de un gran ventanal y es visible por ambos lados). El nuevo Bundesadler, que lleva en el dorso la firma de Foster, es aproximadamente un tercio más grande que el antiguo y pesa alrededor de 2,5 toneladas.

### Hitler y el edificio del Reichstag
Al contrario de lo que mucha gente piensa a menudo, Adolf Hitler nunca dio ningún discurso en el edificio del Reichstag. Hitler, que durante la República de Weimar nunca fue diputado, fue nombrado canciller el 30 de enero de 1933 por el Reichspräsident Hindenburg. A los dos días el VII Reichstag fue disuelto. La primera sesión del nuevo parlamento (Tag de Potsdam) tuvo lugar el 21 de marzo de 1933, después del incendio del Reichstag. Así, el primer discurso de Hitler como canciller se realizó en la cercana Krolloper.

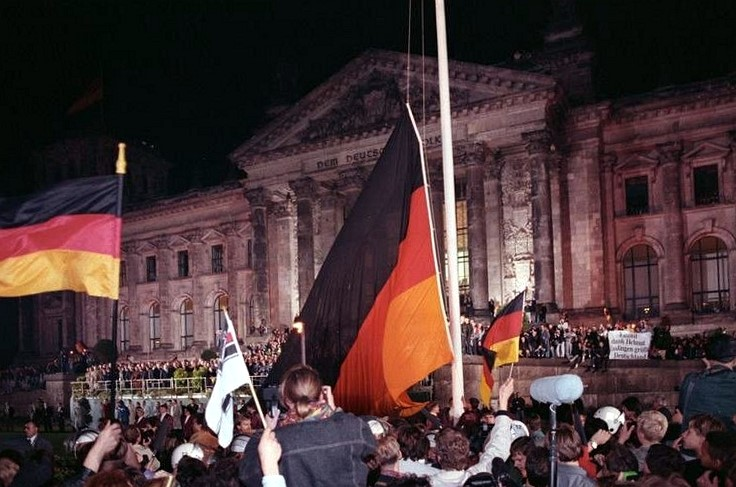
Primer izado de la Bandera de la Unidad (3 de octubre de 1990).

### Bandera de la Unidad
En la Plaza de la República, junto a la fachada principal del Reichstag, se encuentra la llamada "Bandera de la Unidad" (Fahne der Einheit). Con unas medidas de 6 x 10 m, es la bandera de Alemania oficial más grande que existe. Fue izada por primera vez la medianoche entre el 2 y el 3 de octubre de 1990 (Día de la Unidad) con motivo de la Reunificación alemana. Al contrario que el resto de banderas que adornan el edificio, por regla general la Bandera de la Unidad no ondea a media asta los días de luto.

### Pionera
Marie Juchacz (1879-1956), miembro del SPD, antigua activista sufragista y compañera de partido durante algún tiempo de Clara Zetkin, se convirtió el 2 de febrero de 1919 en la primera mujer en tomar la palabra en un parlamento alemán. Fue diputada hasta 1933. En 1941 tendría que emigrar a los Estados Unidos de América huyendo del nazismo.

### Sobre aspectos arquitectónicos
- Foster, Norman (2000). Rebuilding the Reichstag (en inglés). Overlook Hardcover. ISBN 978-0-87951-715-1.
- Kampf um die Kuppel. Baukunst in der Demokratie (en alemán). Bouvier. 2006. ISBN 3-416-03076-1. Texto «Schneider, Oscar» ignorado (ayuda) Escrito por Oscar Schneider, Ministro de Obras Públicas de Alemania entre 1982 y 1989.
- Schulz, Bernhard; Foster, Norman (2000). The Reichstag: Sir Norman Foster's Parliament Building (en inglés). Múnich, Londres y Nueva York: Prestel. ISBN 978-3-7913-2153-0. También en alemán, ISBN 3-7913-2184-6.
- vv.aa. (2000).  Jenkins, David, ed. Der neue Reichstag (en alemán). Leipzig y Mannheim: Brockhaus. ISBN 3-7653-2061-7.

### Sobre la historia del edificio
- Baker, Frederick; Lipstadt, Deborah; con la colaboración de Norman Foster (2003). Reichstag Graffiti (en inglés). Jovis. ISBN 978-3-931321-05-5. Ensayos sobre las inscripciones de los soldados del Ejército Rojo durante la Batalla de Berlín.
- Biefang, Andreas; Braatz, Julius (2002). Bismarcks Reichstag: das Parlament in der Leipziger Strasse (en alemán). Düsseldorf: Droste Verlag. ISBN 9783770052448.
- Cullen, Michael S. (1999). Der Reichstag: Parlament, Denkmal, Symbol (en alemán). Berlín-Brandeburgo: be.bra-Verlag. ISBN 978-3930863655.
- Cullen, Michael S. (2005). Der Reichstag. Im Spannungsfeld deutscher Geschichte (en alemán). Berlín-Brandeburgo: be.bra-Verlag. ISBN 978-3898090582.
- Grüger, Stephanie (2003). Der Reichstag als Symbol. Untersuchung seiner Bedeutungen von 1990 bis 1999 (en alemán). Stuttgart y Berlín: WiKu-Verl. ISBN 3-936749-48-5. Simbolismo del edificio respecto a los eventos de la historia reciente de Alemania.
- Hoffmann, Godehard (2000). Architektur für die Nation? Der Reichstag und die Staatsbauten des Deutschen Kaiserreichs 1871–1918 (en alemán). Colonia: DuMont. ISBN 3-7701-4834-7. Descripción en la página del autor.
- Jassies, Nico (2008). Marinus van der Lubbe y el incendio del Reichstag. Barcelona: Alikornio Ediciones. ISBN 978-84-933205-4-6.
- Pritchard, R. John, introducción de Sydney L. Mayer (1972). Reichstag Fire: Ashes of Democracy (en inglés). Ballantine Books. ISBN 978-0-345-02407-7. Sobre el incendio del Reichstag.

### Sobre las exposiciones de arte y el "Reichstag empaquetado"
- Adriani, Götz (2002). Kunst im Reichstagsgebäude (en alemán). Colonia: DuMont. ISBN 3-7701-5517-3.
- Christo y Jeanne-Claude (1996). Wrapped Reichstag (en inglés y alemán). Editorial Taschen. ISBN 3-8228-9268-8.